# Корінні народи Бразилії
Корінні народи Бразилії (порт. povos indígenas no Brasil) або корінні бразильці (порт. indígenas brasileiros) — народи, колись нараховували приблизно 2000 племен і народів, які населяли територію сучасної Бразилії за тисячоліття до початку португальської колонізації.
Коли наприкінці ХV століття Христофор Колумб досягнув берегів Америки, він думав, що знайшов Ост-Індію. Саме тому, народи, яки зустріли європейці, почати називати índios («Індіанці»). Пізніше, коли виявилось, що знайдена земля не є Індією, корінне населення материків Нового Світу залишили називати індіанцями. А людину з Індії почали називати індусами.
Наприкінці XV століття деякі корінні жителі були традиційно напівкочовими племенами, які жили за рахунок полювання, рибальства, збиральництва та міграційного землеробства. Багато племен зазнали вимирання внаслідок зараження європейськими хворобами. З часом багато з представників корінних народів були асимільовані в бразильське населення .
Корінне населення зменшилось в порівнянні з доколумбовим періодом з 2-3 мільйони до приблизно 300 000 станом на  1997 рік. Згідно з переписом IBGE 2010 року 817 000 бразильців зарахували себе до корінних народів, той самий перепис зареєстрував 274 корінні мови та 304 різних корінних етнічних груп.
18 січня 2007 року FUNAI повідомила про 67 неконтактних племен, що залишилися в Бразилії, порівняно з 40, відомими в 2005 році.З цим доповненням Бразилія обійшла Нову Гвінею, ставши країною з найбільшою кількістю неконтактних народів у світі.

## Історія

### Витоки
Питання про шляхи заселення Америки постійно створюють низку гіпотетичних теорій та моделей. Походження корінних народів Америки досі є предметом суперечок серед археологів .
Антропологічні та генетичні дані вказують на те, що більшість індіанців походять від народів-мігрантів із Сибіру та Монголії. Ці племена прийшли в Америку через Берингову протоку та вздовж західного узбережжя Північної Америки спускались до Південної Америки принаймні трьома окремими хвилями. В Бразилії, зокрема, більшість корінних племен вважаються нащадками першої сибірської хвилі мігрантів, які мігрували наприкінці останнього льодовикового періоду, між 13 000 років і 17 000 років тому. Найімовірніше, щоб досягти сучасної Бразилії, до басейну річки Амазонки мігранти зайшли з північного заходу. Друга та третя міграційні хвилі з Сибіру, не досягли Південної Америки Лінгвістичні дослідження підтримали генетичні дослідження, виявивши давні закономірності між мовами корінних народів Сибіру та мовами корінних народів Америки.

#### Генетичні дослідження

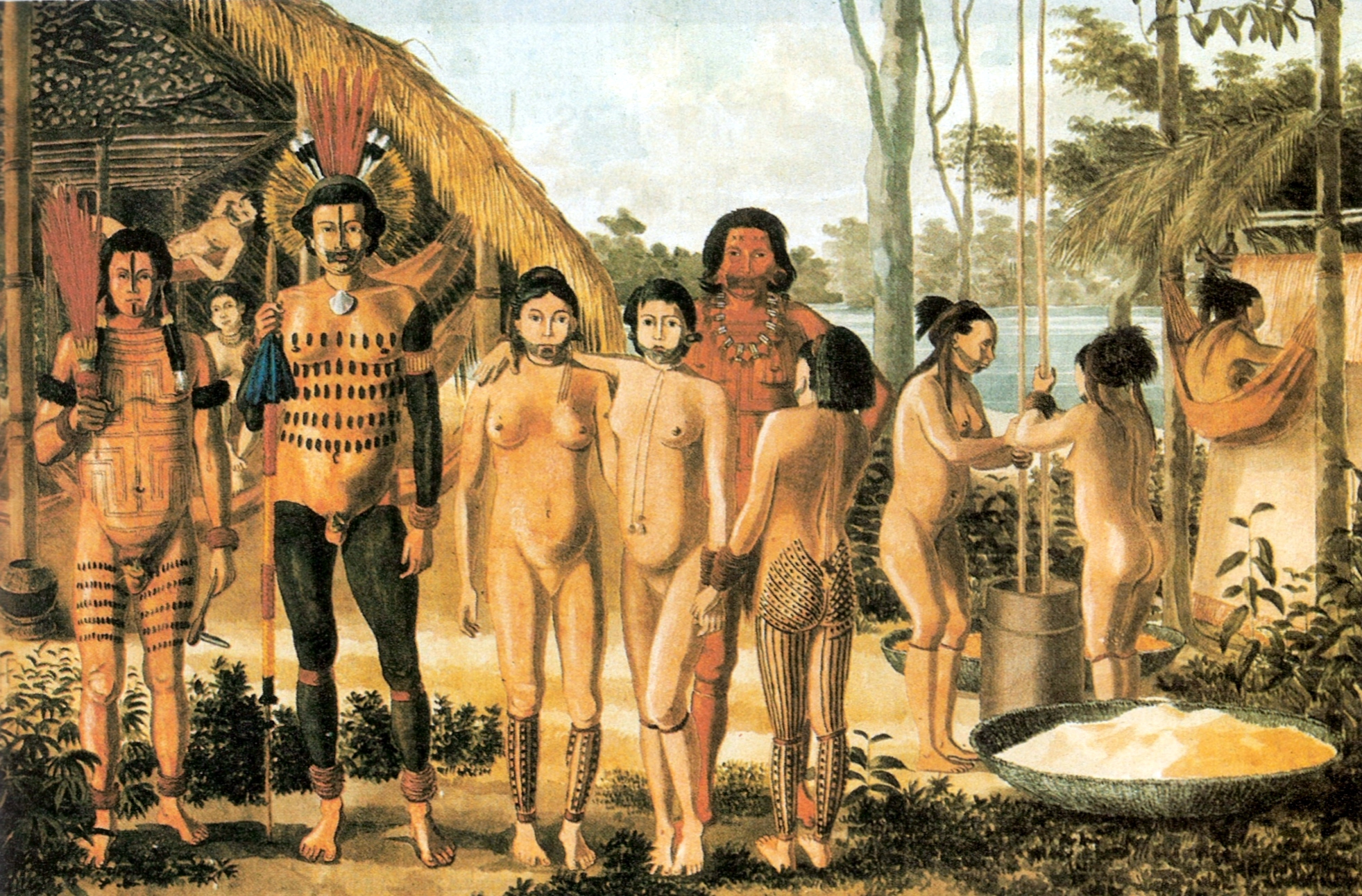
Народ Aпiка, малюнок 1827 ріку

##### Y-хромосоми ДНК
Аналіз ДНК Y-хромосоми індіанців вказує на специфічну схожість більшої частини населення Південної Америки. Мікросателітне різноманіття та розподіл лінії Y, характерні для корінного населення Південної Америки, вказує на те, що певні популяції індіанців формувались ізольовано з моменту початкового заселення регіону.

##### Аутосомна ДНК
Відповідно до генетичного дослідження аутосомної ДНК 2012 року корінні американці походять від мігрантів із Сибіру. Більшість з них простежується до однієї популяції предків, яку називають «першими американцями». Після початкового заселення території Амазонії відбулася швидка експансія на південь. Винятком є носії чибча, чиї предки походять як з Північної, так і з Південної Америки.

##### мтДНК

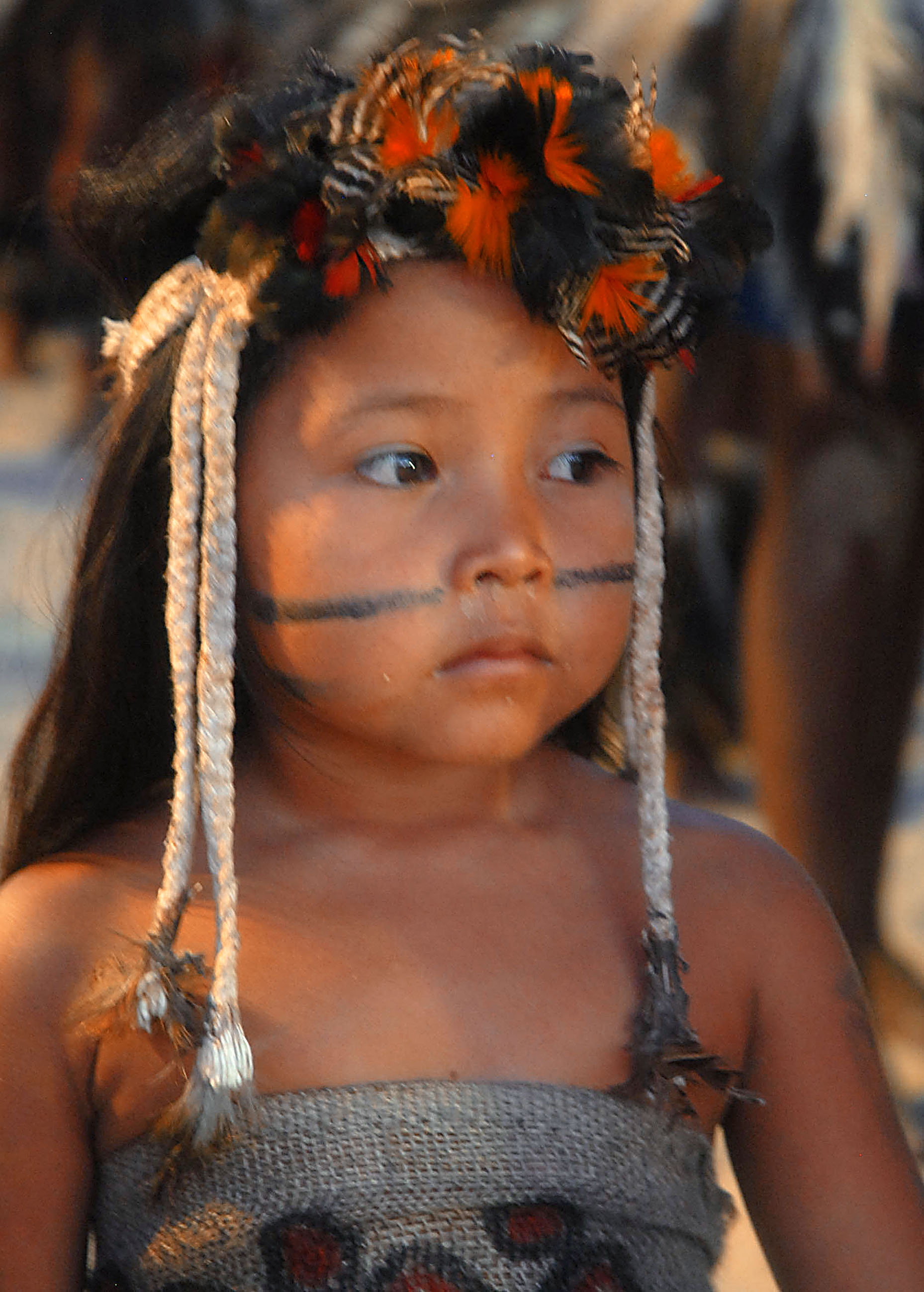
Тубільна дівчина з племені терена

Згідно з дослідженням 2016 року, яке зосереджене на мітохондріальній ДНК (мтДНК), успадкованій лише по материнській лінії, показало, що предки корінного населення Америки по материнській лінії сходять до кількох основоположних ліній із Сибіру, які прибули через Берингову протоку близько 16 тисяч років тому. Згідно з цим дослідженням, предки корінних американців, ймовірно, деякий час залишалися в районі сучасної Аляски. Пізніше «невелика популяція потрапила в Південну Америку прибережним шляхом приблизно 2,4-9 тисяч років. Після швидкого поширення по всій Америці обмежений потік генів у Південній Америці призвів до чіткої філогеографічної структури популяцій, яка зберігалася протягом тривалого часу.
Усі давні лінії мітохондрій, виявлені в цьому дослідженні, були відсутні в сучасних наборах даних, що свідчить про високий рівень вимирання популяції. В наслідок застосування тесту множинної логістичної регресії основних компонентів до симуляції баєсівської серійної коалесценції. Аналіз підтвердив сценарій, згідно з яким європейська колонізація спричинила значну втрату доколумбових родоводів».

##### Океанічна складова в районі Амазонки
Два генетичних дослідження аутосомної ДНК у 2015 році підтвердили сибірське походження корінних жителів Америки. Переселення із Сибіру можливо починалось ще 23 000 років тому. Проте серед корінних жителів регіону Амазонки було виявлено спільне походження з корінними жителями Австралії та Меланезії.

### Археологічні залишки

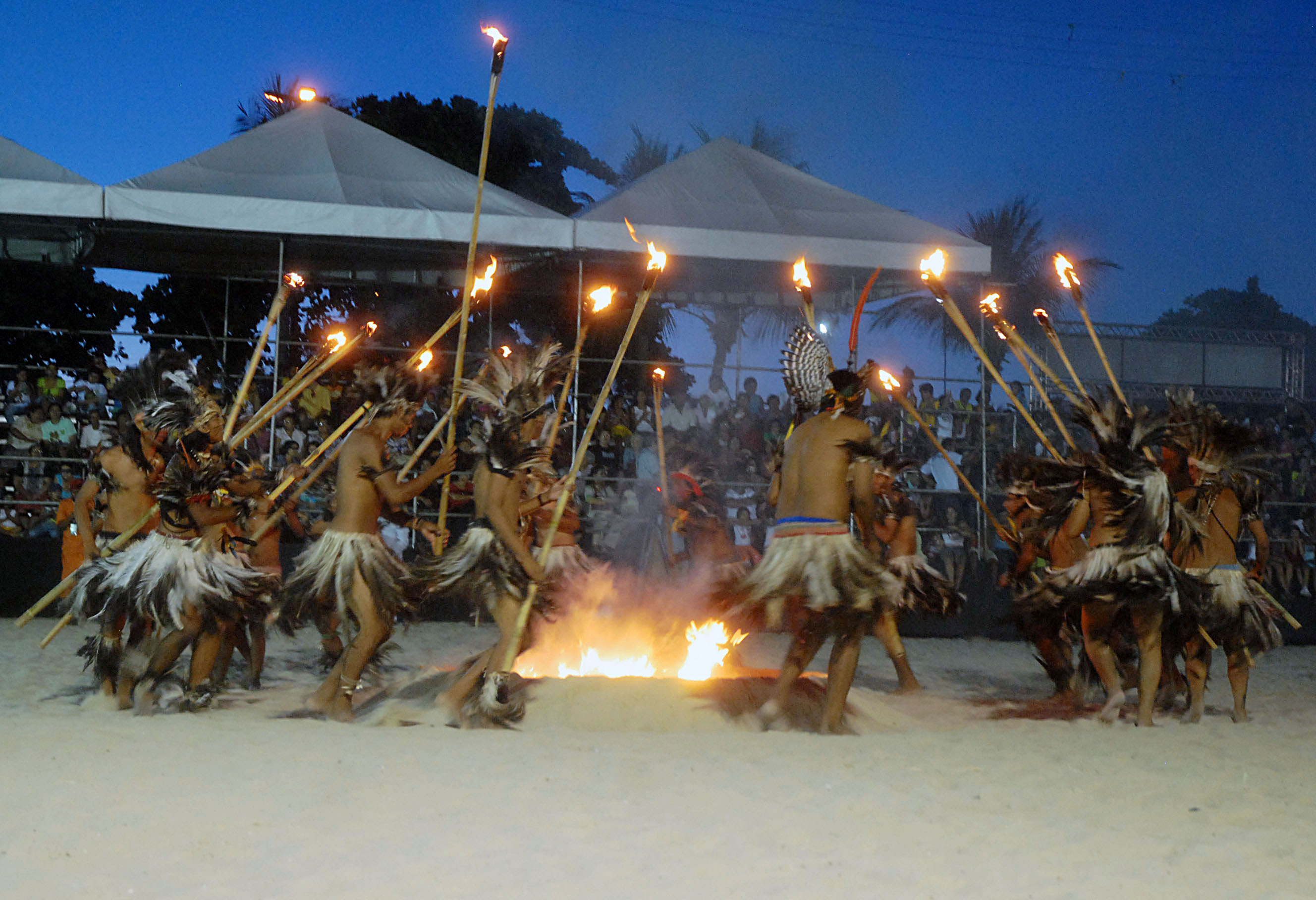
Люди Терена

Корінні жителі Бразилії, на відміну від мешканців Мезоамерики та андських цивілізацій, не зберігали письмових записів та архітектурних кам'яних пам'ятників. А через вологий клімат і кислий ґрунт було знищено майже всі сліди їхньої матеріальної культури, включаючи дерев'яні будівлі або вироби та кістки. Таким чином, те, що відомо про історію регіону до 1500 року, було зроблено та реконструйовано на основі невеликих археологічних доказів, таких як кераміка та кам'яні наконечники стріл.
Найпомітнішими залишками культури корінних народів Бразилії є дуже великі кургани останків черепашек молюсків (самбаків), знайдених у деяких прибережних районах. Нещодавні дослідження показують, що кургани черепашок були створені людьми, які жили на бразильському узбережжі між 8000 і 2000 роками до нашої ери. Саме в таких курганах, або біля них археологи знаходили зооліти — скельні скульптури у формі тварин, зроблені з особливою технічною ретельністю. Уздовж бразильського узбережжя було знайдено велику кількість самбакі. Найбільш вивчені розташовані в штаті Санта-Катаріна.
Також на території Бразилії були знайдено значні відкладення «чорної землі» (тerra preta) у кількох місцях уздовж Амазонки, які, як вважають, є стародавніми звалищами. Нещодавні розкопки таких родовищ у середній і верхній течії Амазонки виявили залишки деяких дуже великих поселень, що містять десятки тисяч будинків, що вказує на складну соціальну та економічну структуру. Ґрунти «чорної землі» були створені землеробними спільнотами між 450 та 950 роками нашої ери. Корінні американці з тропічних лісів Амазонки, можливо, використовували свій метод розвитку та роботи на «чорній землі», щоб зробити землю придатною для сільського господарства, необхідного для підтримки великого населення у племенах . Недавні розкопки ділянок «чорної землі» у середній і верхній течії Амазонки відкрили залишки дуже великих поселень, які містили десятки тисяч домів, та вказують на складний соціальний і економічний склад суспільства.
Дослідження щелеп доісторичних мешканців прибережної Бразилії виявили, що використали зуби для очищення та подрібнення абразивних рослин .

#### Культура Маражоара
Культура Маражоара процвітала на острові Маражо в гирлі річки Амазонка . Під час розкопок на острові археологи знайшли складну кераміку. Її шматки були витончено розписані та вирізані зображеннями рослин і тварин. Це стало першим доказом того, що на Маражо існувало складне суспільство. Докази будівництва курганів також свідчать про те, що Культура Маражоара була достатньо розвинута для будівництва складних поселень, виконання великих земляних робіт. Декілька курганів на острові Марахо після радіовуглецевого аналізу почали датувати від 1000 до 300 роки до нашої ери.
Культура Маражора була предметом постійних суперечок. Американка Бетті Меггерс, досліджуючи маражора в 1950-х роках, припустила, що його представники мігрували з Анд і оселилися на острові. Багато дослідників вважали, що Анди були заселені палеоіндійськими мігрантами з Північної Америки, які рухалися на південь та на рівнину територію.
Однак у 1980-х роках інший американські археологи на розкопках кургану Тесо-дус-Бішос, зробивши геофізичні дослідження дійшли висновку, що суспільство, яке побудувало кургани, виникло саме на острові.
Доколумбова культура Марахо, можливо мала соціальне розшарування та нараховувала населення до 100 000 осіб.

### Корінні народи на час європейської колонізації

#### Етнічні групи
Коли португальські дослідники вперше прибули до Бразилії у квітні 1500 року, вони, на свій подив, виявили узбережжя, багате ресурсами, на якій мешкало сотні тисяч корінних жителів. Офіційний писар Педро Алвареса Кабрала, командувача флотом відкриття, який висадився в сучасному штаті Баїя, написав листа до короля Португалії, в якому схвально описав красу цієї землі.
Напередодні приходу португальців на початку ХVІ століття в прибережних районах Бразилії існувало дві великі мегагрупи — тупі (носії мов тупі-гуарані), які домінували практично на всьому бразильському узбережжі, і тапуї (всі корінні жителі, які не розмовляли старою мовою тупі, зазвичай мовою же). Португальці прибули наприкінці тривалої боротьби між тупі і тапуї, яка призвела до поразки та вигнання тапуї з більшості прибережних районів у внутрішні райони. У старих португальських хроніках термін Тупі означає «дружній» або «союзницький».

Хоча тупі були поділені на підплемена, які часто ворогували одне з одним, вони були культурно та мовно однорідними. Той факт, що перші європейці зустрічали практично тих самих людей і мову вздовж узбережжя Бразилії, значно спростив спілкування та взаємодію з місцевим населенням.

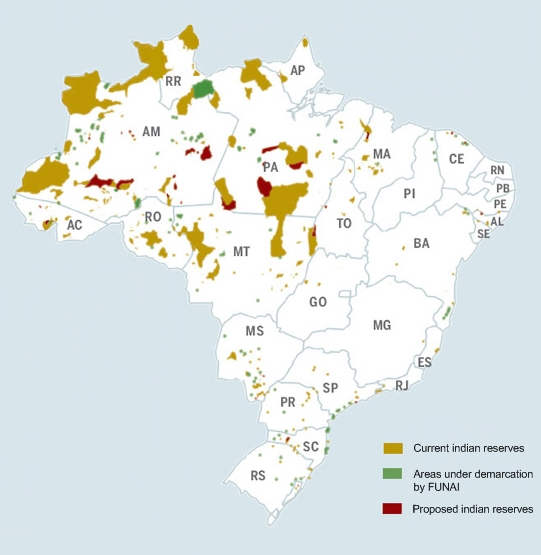
Карта територій корінного населення Бразилії.

Наскільки відомо тупі спочатку жили переважно кочовим життям мисливців-збирачів. З матеріальної культури збереглася велика колекція наконечників стріл і списів, сокир та інших артефактів із колотого каменю та кісток. Це було знайдено форми поховання та особиста атрибутика, у тому числі натільні прикраси черепашками, камінням, насінням тощо.Також з часом у культурі поступово з'являються об'єкти з полірованого каменю прогресивної витонченості, наскельні пам'ятки та незабаром артефакти з кераміки та різьбленого каменю (це рідко), а також докази сільськогосподарської практики, що вказує на певний ступінь осілості. Ця еволюція не була лінійною і колонізатори виявили, що різні народи живуть різними формами культури, різноманітністю, яка триває до сьогодні та продовжує трансформуватися. Попри ці відмінності, існують і спільні основні риси.
У внутрішніх районах Бразилії домінували переважно люди тапуя (же), хоча значні частини внутрішніх районів (зокрема, верхів'я річок Шінгу, Телес-Пірес і Джуруена — територія, яка зараз покривається приблизно сучасним штатом Мату-Гросу) були первісною доміграційною батьківщиною тупі-гуарані. У роботі «Історія португальських відкриттів і завоювань у Новому Світі»
Окрім тупі та тапуя, заведено виділяти дві інші мегагрупи корінного населення у внутрішніх районах: карибів, які населяли більшу частину сучасної північно-західної Бразилії, включаючи обидва береги річки Амазонки аж до її дельти, та групу араваків, складові племена якої населяли кілька областей, включаючи більшу частину верхньої Амазонки (на захід від нинішнього Манауса), а також значні осередки в сучасних штатах Амапа та Рорайма.
Назви, під якими різні племена тупі були записані португальськими та французькими авторами 16 століття, погано зрозумілі. Більшість з них не є власними іменами, а описом стосунків, як правило, сімейних — наприклад, tupi означає «перший батько», tupinambá означає «родичі предків», tupiniquim означає «бічні сусіди», tamoio означає «дідусь», temiminó означає «онук», табаджара означає «свекри» тощо. Деякі етимологи вважають, що ці назви відображають порядок міграційних хвиль людей тупі з внутрішніх районів до узбережжя, наприклад, першою хвилею тупі, яка досягла узбережжя, були «діди» (Tamoio), до яких незабаром приєдналися «родичі стародавніх» (Tupinamba), що може означати родичів тамойо, або термін тамойо для позначення родичів старих тупі у верхньому басейні Амазонки. «Онуки» (Temiminó) можуть бути осколком. «Бічні сусіди» (Tupiniquim) означали, можливо, нещодавно прибулих, які все ще намагаються пробитися.

#### Перші контакти

Зображення канібалізму в бразильському племені тупінамба в XVI столітті Ганс Стаден

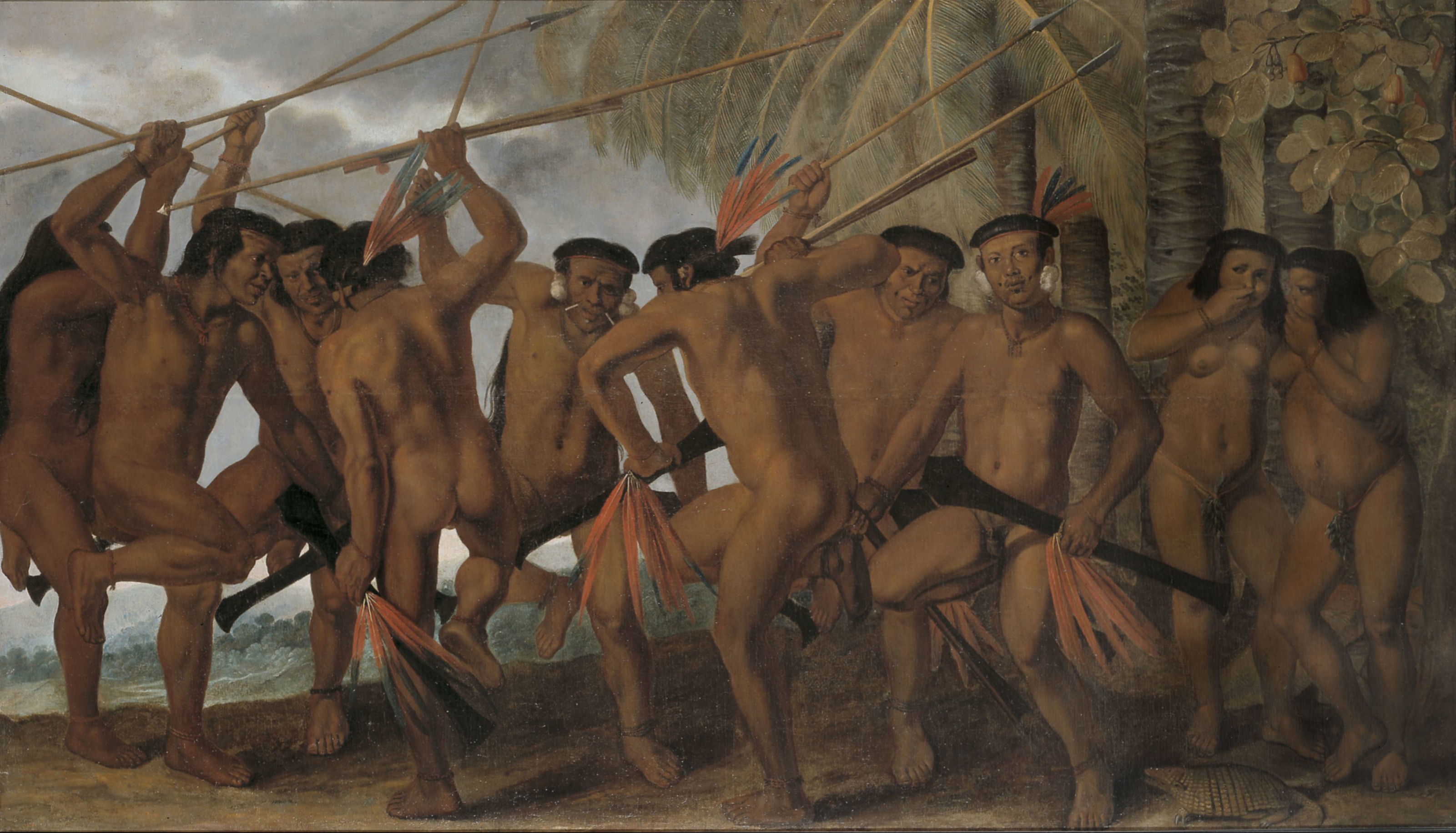
Альберт Екхаут (голландець), Тапуяс (Бразилія) танцює, 17 ст.

Коли в 1500 році прибули португальці, місцеві жителі жили переважно на узбережжі та вздовж берегів великих річок. Спочатку європейці сприймали корінних жителів як благородних дикунів, і відразу почалося змішання населення. Португальські бандейранти, чоловіки, почали народжувати дітей від індіанських жінок, створивши нове покоління людей змішаної раси, які розмовляли індіанськими мовами (мова тупі). Діти цих португальців та індіанок становили більшість населення. Групи бандейрантів організовували експедиції у глибинку континенту, щоб приєднувати нові землі для португальської корони та шукати золото та дорогоцінне каміння.

Зацікавленість португальців амазонським фернамбуковим деревом заради його цінного червоного барвника, безліч земель та дикунів. прискорили експансію території.  Назву території дали на честь фернамбукового дерева, деревини якого через колір нагадувало розпечене вугілля (португальською— brasil). Тому вона отримала назву Бразилія (Brazilwood). Португальці вирішили «цивілізувати» корінних жителів.

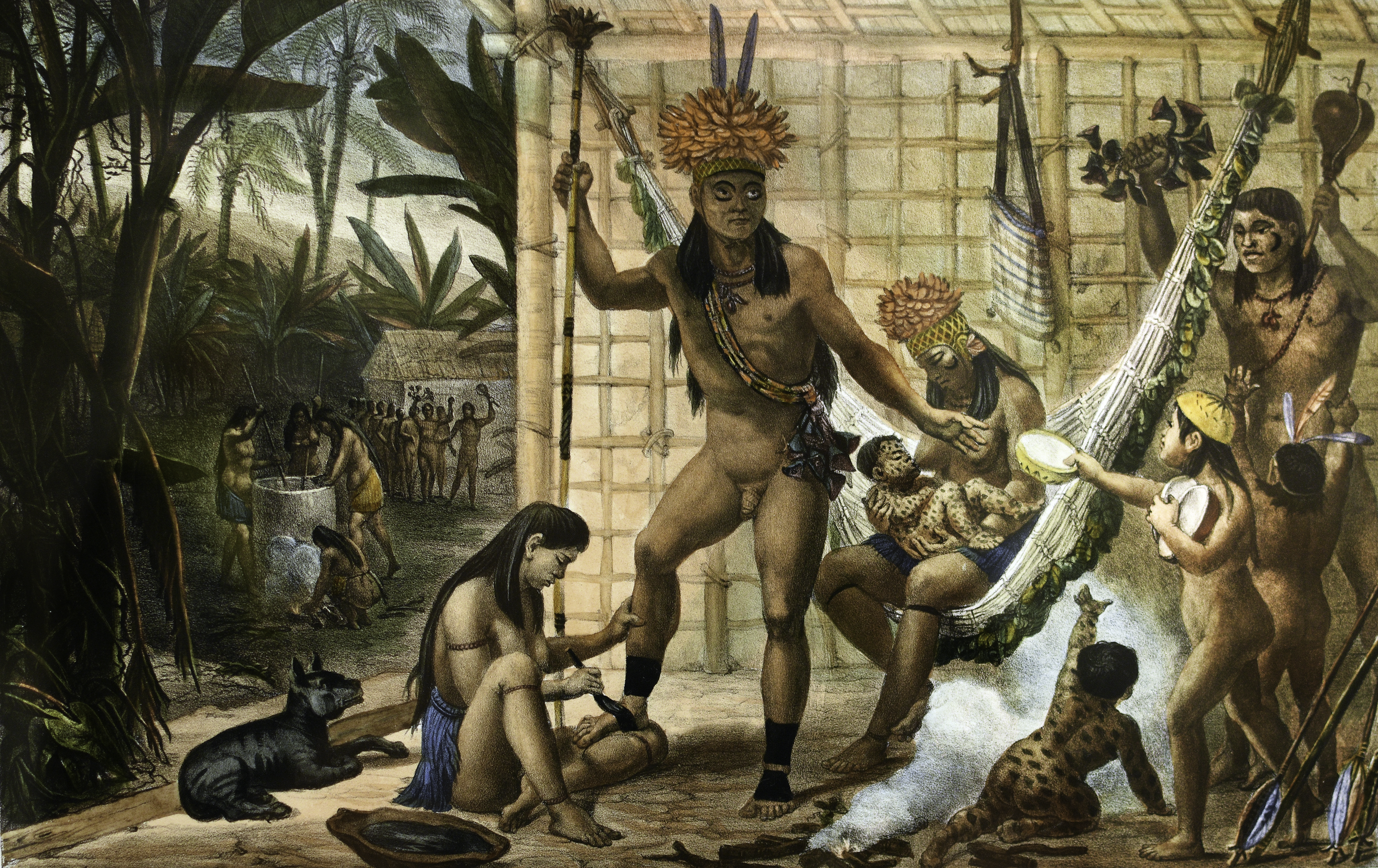
Бразильські індіанці під час ритуалу, Жан-Батист Дебре

Зважаючи на сприятливі агрокліматичні умови, португальці вирішили висаджувати цукрову тростину в Бразилії для отримання прибутку від торгівлі цукром. Для цього вони почали використовувати робочою силою місцевих мешканців, як це успішно робили й іспанські колонізатори.  Але корінне населення або не хотіло бути поневоленим або вмирати у великій кількості через зараження хворобами, занесеними європейцями. Португальці, як і іспанці на своїх північноамериканських територіях, принесли з собою хвороби, проти яких багато індіанців були безпорадні через відсутність імунітету. Кір, віспа, туберкульоз і грип вбили десятки тисяч людей. Хвороби швидко поширювалися вздовж місцевих торгових шляхів, і цілком імовірно, що цілі племена були знищені без жодного прямого контакту з європейцями.
| Корінне бразильське населення на північно-східному узбережжі (голландські оцінки) | Корінне бразильське населення на північно-східному узбережжі (голландські оцінки) |
| Крапка                                                                            | Всього                                                                            |
| --------------------------------------------------------------------------------- | --------------------------------------------------------------------------------- |
| 1540                                                                              | +100 000                                                                          |
| 1640 рік                                                                          | 9000                                                                              |

На момент прибуття європейців на території сучасної Бразилії проживало близько 2000 націй і племен (що дорівнювало 11 мільйонам індіанців). За перші 100 років контакту індіанське населення скоротилося на 90%. Це було переважно через хвороби та хвороби, які поширювали колоністи, що сприяло рабству та насильству з боку Європи.
До 1800 року населення колоніальної Бразилії досягло приблизно 2,21 мільйона осіб, серед яких лише приблизно 100 858 були корінними жителями. До 1850 року це число скоротилося приблизно до 52 126 осіб із 1,86 мільйона. До 1870 року чисельність племен тупі скоротилася до 250 000 корінних жителів, а до 1890 року зменшилася приблизно до 100 000.

#### Єзуїти
Кілька релігійних орденів брали участь у завоюванні, надсилаючи добре підготовлених місіонерів, які служили проповідниками, миротворцями, вчителями, лікарями та художниками, а також забезпечували потреби в усіх областях. Священики- єзуїти прибули разом з першим генерал-губернатором як духовні помічники колоністів, з наміром навернути корінне населення в католицтво . Вони представили аргументи на підтримку ідеї про те, що корінні жителі слід вважати людьми, і показали папську буллу (1537 р), яка проголошує, що, незалежно від їхніх вірувань, їх слід вважати повністю розумними людьми, які мають право на свободу та приватну власність та які не повинні бути поневоленими.
Була сформована система редукції, більш-менш самодостатніх фіксованих сіл, подібних до європейських сіл, якими керували священики у співпраці з тубільцями.

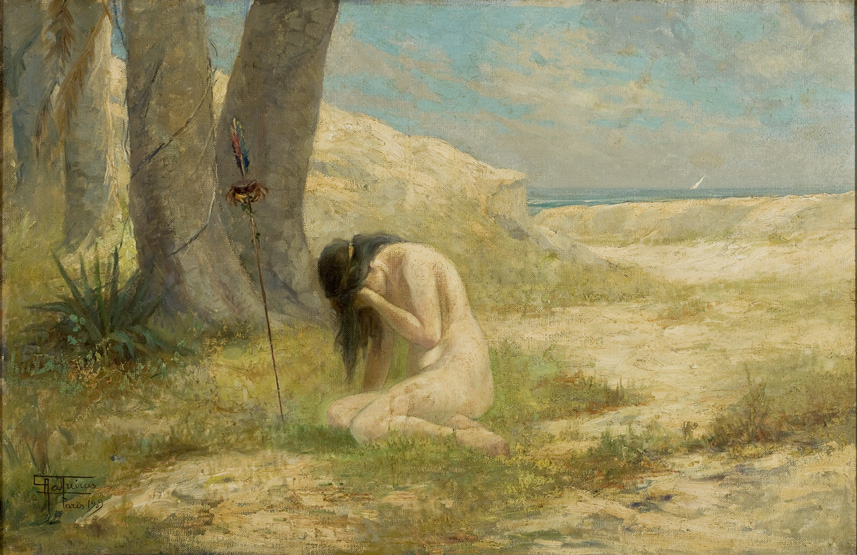
Картина «Ірасема» (1909), художник Антоніо Паррейрас (1850—1937), класичне зображення корінної Ірасеми, яка закохується в європейського колонізатора

Священики-єзуїти, такі як отці Хосе де Анчієта та Мануель да Нобрега, вивчали та записували мову корінного населення та засновували змішані поселення, такі як Сан-Паулу-дус-Кампус-де-Піратінга, де колоністи та індіанці жили пліч-о-пліч, розмовляючи однією спільною мовою, і вільно одружувалися. Вони також почали засновувати віддаленіші села, населені лише «цивілізованими» індіанцями, які називалися Місіями.
До середини 16 століття католицькі священики-єзуїти за дорученням португальської монархії заснували місії по всіх колоніях країни. Вони працювали над тим, щоб їх європеїзувати та навернути в католицизм жили разом. Деякі історики стверджують, що єзуїти забезпечили період відносної стабільності для індіанців. Справді, єзуїти виступали проти використання корінних бразильців для рабської праці. Однак єзуїти все ж зробили свій внесок у європейський імперіалізм. Багато істориків вважають участь єзуїтів етноцидом корінної культури, де єзуїти намагалися «європеїзувати» корінні народи Бразилії.
У середині 1770-х років крихке співіснування корінного населення з колоністами знову опинилося під загрозою. Через складну дипломатичну мережу між Португалією, Іспанією та Ватиканом єзуїтів було вигнано з Бразилії, а місії конфісковано та продано.

## Культура корінних народів

### Традиційні поселення

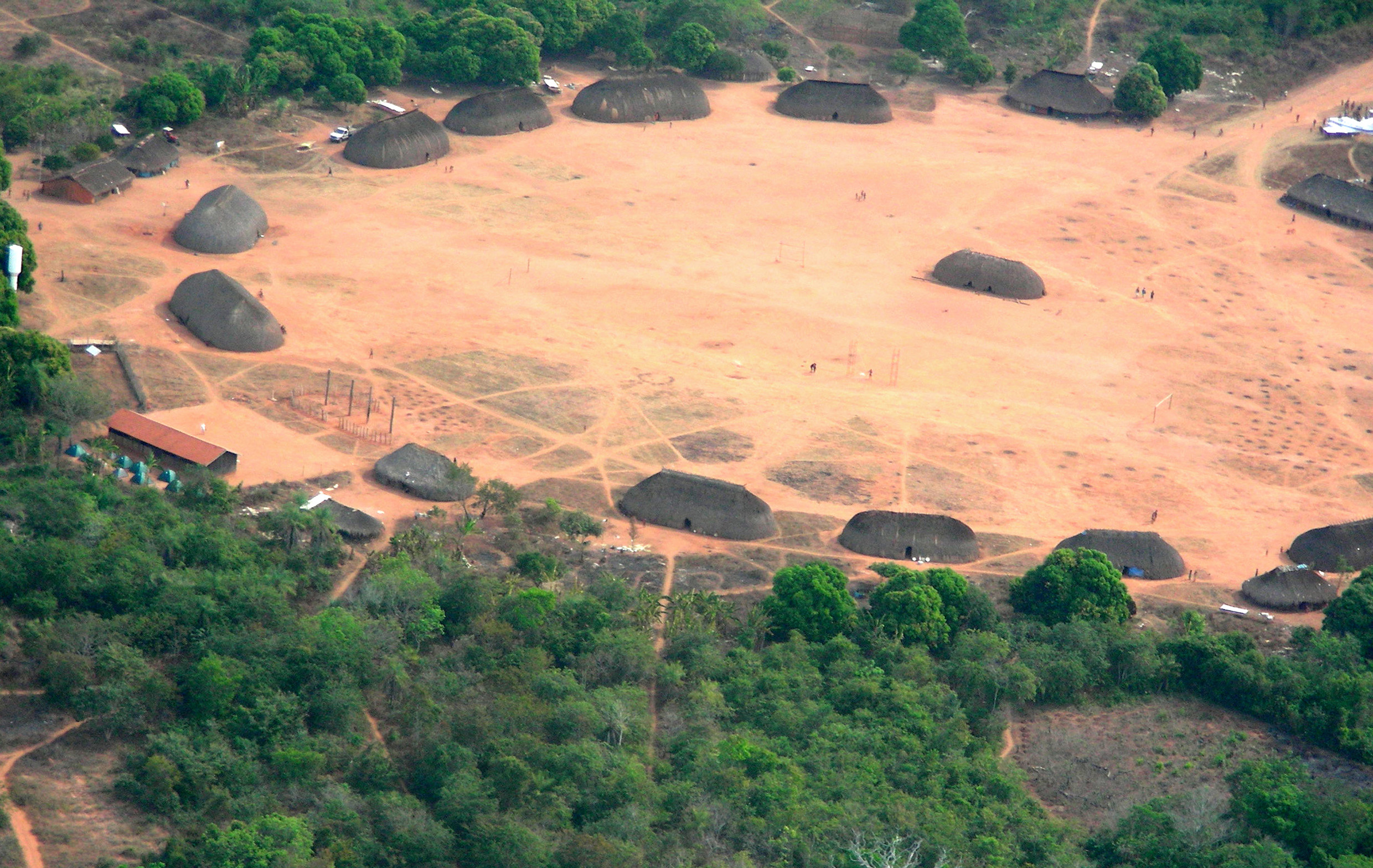
Сінгу, територія корінного населення Бразилії

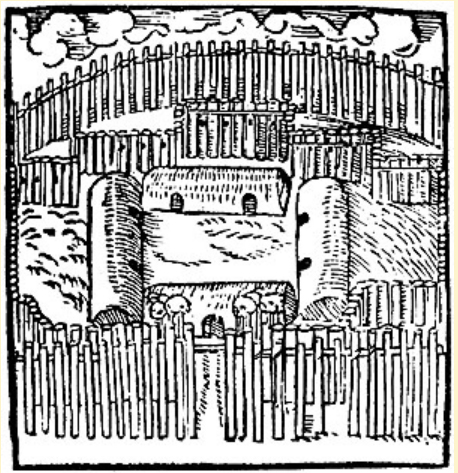
Село з системою частоколів для захисту, гравюра Ганса Штадена, 1557 р.

Громади жили племенами, складним організаційним утворенням, що складалося з кількох сіл, пов’язаних спорідненістю та спільними інтересами. Кожне село складалося з групи колективних будівель, які називалися ocas або malocas, розташованих навколо площі, яка могла бути призначена для громадських заходів, таких як святкування, ритуали, збори та інші. У центрі площі могла бути хата, призначена для суто чоловічих занять. У кожному селищі проживало багато сімейних пар,  від 50 до 200 осіб, а в багатьох випадках і набагато більше. Хати будували з дерев’яного каркасу, повністю закритого соломою, залишаючи від одного до трьох отворів. Загалом це були витягнуті та високі споруди, але вони могли мати різні форми та розміри. 
Деякі племена, такі як марубо та яномамі, будували лише одну будівлю, де жили всі люди села. Більша частина такого житла мала мінімальний внутрішній поділ або взагалі не мала. Все життя громади  відбувалося на очах, включаючи статеві зносини пар.
Іноді, вночі розпалювали вогнища та спали в гамаках. 
Португальський  історик і хроніст Магальянс Гандаво  описував повсякденне життя корінного населення в оселях в Баїї: «У кожному будинку всі живуть дуже гармонійно, ніколи не маючи жодних розбіжностей між собою: радше всі вони друзі один одного, що Воно належить усім без винятку, і що б хто не їв, як би маленьке воно не було, у цьому повинні брати участь усі присутні». А французький  місіонер і письменник Жан де Лері пісав, що «дикуни виявляють своє природне милосердя, щодня даруючи один одному оленину, рибу, фрукти та інші блага країни, і вони так цінують цю чесноту, що померли б від сорому, якби побачили, як їхній сусід страждає від нестачі. того, чим вони володіють».  Бразильський соціолог і політик Флорестан Фернандес на початку ХХ століття писав: «Та сама основна модель сусідської співпраці застосовувалася до стосунків між членами малокас, які були частиною соціальної групи. Продукти полювання, рибальства, збиральництва та сільськогосподарської діяльності належали родині, яка їх отримувала».  Коли село було близько від ворогів, його оточували частоколом зі стовбурів дерев. Між частоколами викопували рови, замасковані гілками та листям, а на дні насаджували загострені кілки.
Деякі племена, наприклад аймори, не будували сіл. Вони просто розчищали територію і ночували під деревами, розводячи багаття вночі.  Інші, такі як тукан, організовувалися в більш-менш незалежні сімейні групи, засновуючи села та невеликі житла. 
Вони жили полюванням, рибальством і натуральним сільським господарством , періодично змінюючи розташування сіл відповідно до зменшення природних ресурсів, доступних в околицях. Залишення експлуатованих територій уможливило їх природне відновлення. Субтропічні гуарані вирощували кукурудзу, тропічні тупі вирощували маніок (маніок), високогірні жителі Джес вирощували арахіс як основну частину свого раціону. Додаткові культури включали боби, солодку картоплю, кара (батат), жеримум ( гарбуз) і кумарі (струковий перець). Оскільки вони потребували небагато матеріальних благ і отримували все безпосередньо від буйної природи. Бідність була невідома в повсякденному житті. Завжди було всього достатньо, щоб усі могли жити щасливо та здорово, з культурою, сильно заснованою на обмін і справедливий розподіл надлишків. Дефіцит і голод  траплялись тільки через природні негаразди.
Корінні народи мали широкі знання про виробництво ферментованих напоїв із бульб, коріння, листя, насіння та фруктів, таких як кукурудза, маніок, солодка картопля, буріті, кешью, арахіс, банани, ананаси.  Поступово ці народні страви перейшли у спадщину до бразильській кухні зі стравами на основі маніоки та кукурудзи, такими як памонья та бейжу, а також з гуараною, пальмовими серцевинами, солодкою картоплею, ямсом, кедровими горіхами, какао, арахісом, каруру, молочаєм, папаєю, арасою та кешью. Хоча є десятки страв, які сьогодні є незвичайними або відомими лише в відповідному регіоні. З бавовни, тукуму, бамбука і дикої гуарани  виробляли тканини, прикраси і кошики; робили віники, піачаву. З гарбузів - посуд для зберігання води або борошна. З  тварин у їжу використовували  черепах  та їхні яйця, птахів; рибу. 

### Соціально-сімейна структура
Суспільства корінних народів Бразилії були общинними, без приватної власності, досить егалітарними та децентралізованими, хоча й стратифікованими, з чіткими соціальними ролями, з розподілом праці та статусу за традиційними принципами. Хоча деякі культури були досить вільними в цьому відношенні, дозволяючи великий обмін функціями. Керівництво чи інші престижні посади іноді передавалися спадково, але загалом вирішальними критеріями були компетентність, престиж і особиста харизма. Раніше вони шанували своїх предків і поважали авторитет і мудрість вождів, старійшин і шаманів, які відповідали за вищі адміністративні завдання племені, включаючи застосування правосуддя та проведення колективних обрядів і святкувань.  Племена трималися разом міцними зв’язками спорідненості та взаємності. Влада здійснювалася головним чином через переконання та ввічливість, у колегіальній манері серед вождів та старійшин, причому автократичні рішення головного лідера були рідкісними, за винятком колективних надзвичайних ситуацій.  Керівники отримували послуги та різні блага від громади. 
Контакти з іншими племенами  відбувалися через торгівлю, святкування, ритуали, співпрацю, спорідненості чи альянсу. Війни між корінними народами були звичайним явищем. Протягом століть були цикли чергування влади між кількома потужними племенами. 
Чоловіки опікувалися війною, полюванням, рибальством, керівництвом племенами та зовнішніми стосунками. Вони будували споруди у селі, робили каное та зброєю, Також чоловіки займались розведенням багаття, шаманськими обрядами(що включало медичну практику) і вирубкою лісів для посівів. Жінки відповідали за посадку, збір урожаю, приготування їжі, виготовлення предметів побуту, тканин і прикрас. Вони повинні були зберігати  вогонь, прибирати у хатах, вирощували худобу, піклувалися про потомство та старих.  Їхнє суспільство накладало важкий тягар на жінок, які виконували багато робіт, деякі з яких були дуже важкими, але істотна частина засобів існування племені залежала від них, і вони відігравали фундаментальну роль у розміщенні чоловіків у соціальній єрархії та створенні їхнього особистого комфорту.  Якщо чоловік не мав дружини, він був "бідним виродком".  Іноді заохочувалась автономія. Деякі види діяльності можна розбити за віком. Не було рабства для отримання робочої сили, хоча брали військовополонених  для великомасштабних робіт або для жертвопринесення, це  було звичайною практикою. 
Сім'я може бути моногамною або полігамною з переважанням полігінії. Шлюб не був вічним або дуже міцним зв’язком, розлучення було частим і легким, і чоловіки могли використовувати жінок як розмінну монету.   У багатьох племенах шлюб був складним обрядом, який вимагав принесення в жертву військовополоненого, після чого чоловік змінював своє ім’я і міг створювати сім’ю. Існувало багато кровноспоріднених союзів, що зміцнювало єдність кланів і мережі взаємності, що забезпечувало підтримку порядку та життя громади у великих масштабах.  Жорстоке поводження чоловіків зі своїми дружинами та дітьми було звичайним і суспільно прийнятним, розумілося як приватна справа; у багатьох племенах батько і мати мали право життя і смерті над своїми утриманцями. 
Але мало відомо про їхню сексуальністьта її соціокультурне чи емоційне значення. Здавалося, у багатьох відношеннях вони ставилися до неї досить вільно. Невинність мало цінувалася, і вони, як правило, були сексуально активними до шлюбу, хоча табу забороняли жінкам у період до дозрівання менструації та після пологового періоду. У багатьох племенах, наприклад, були прийняті груповий секс, деякі форми кровозмішення, подружньої зради та гомосексуалізму, і чоловіки могли пропонувати сексуальні послуги своїх дружин поважним відвідувачам як форму ввічливості. Навіть секс і гігієна практикувалися на очах у всіх, хто був поруч.
Мати годувала дитину грудьми кілька років, якщо в цей період у неї не було іншої дитини. Маленьку дитину завжди супроводжували, а до того, як вона пішла, часто брали участь у різних заняттях дорослих, у тому числі у сільському господарстві. Навчання дітей було спільним для всіх мешканців села. Хлопчиків  змалку вчили володіти луком і стрілами, будувати кошики та іншим роботам. Дівчинку мати знайомила  з ремеслом прядіння, плетіння сіток та виготовлення прикрас.  Урочисті обряди переходу, що проводилися шаманами, відзначали різні стадії розвитку від народження до смерті, і відзначалися всім племенем з великою помпою.  Інваліди або люди похилого віку могли бути покинуті, убиті або вимагати евтаназії. 

### Традиції, вірування та цінності

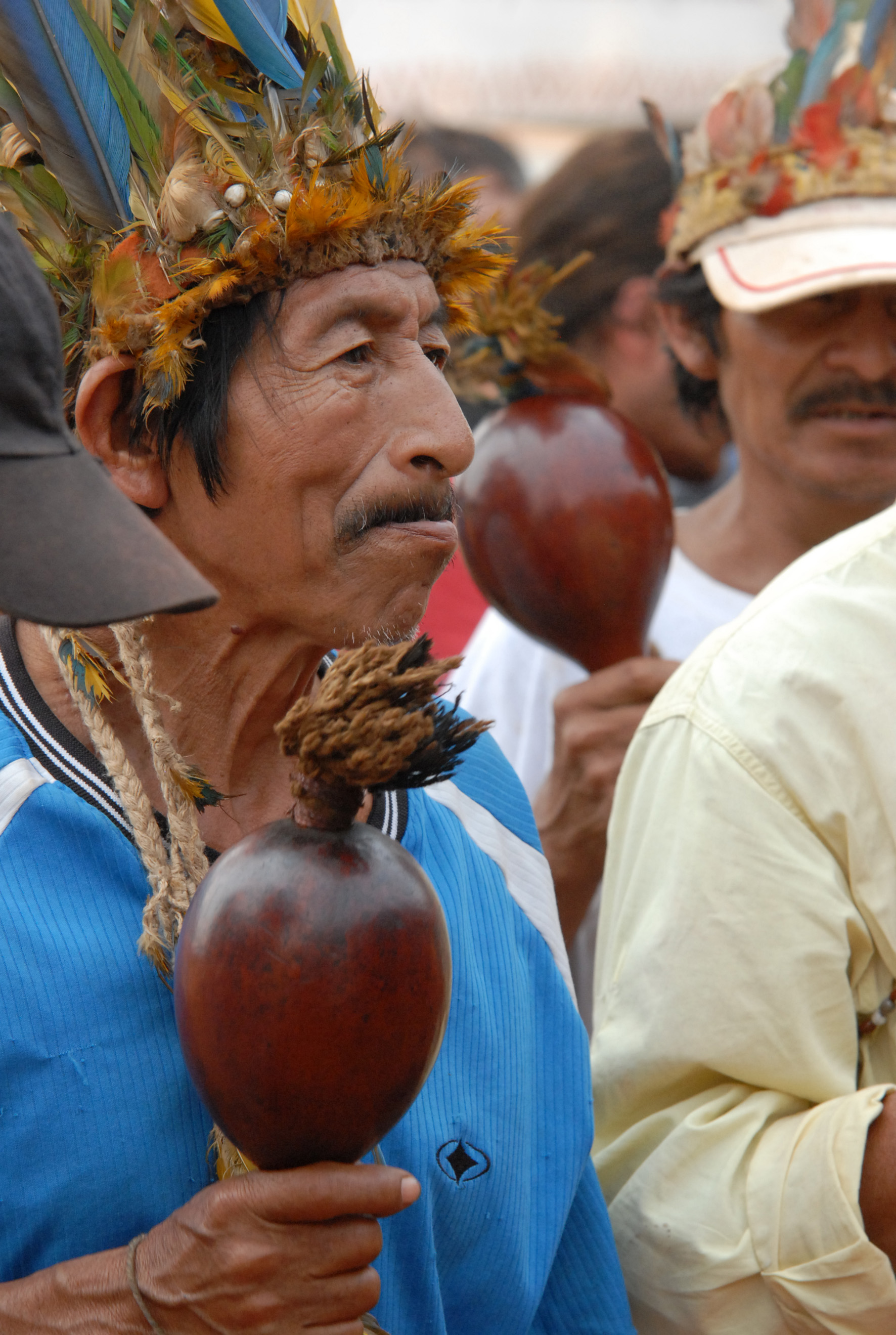
Шаман гуарані

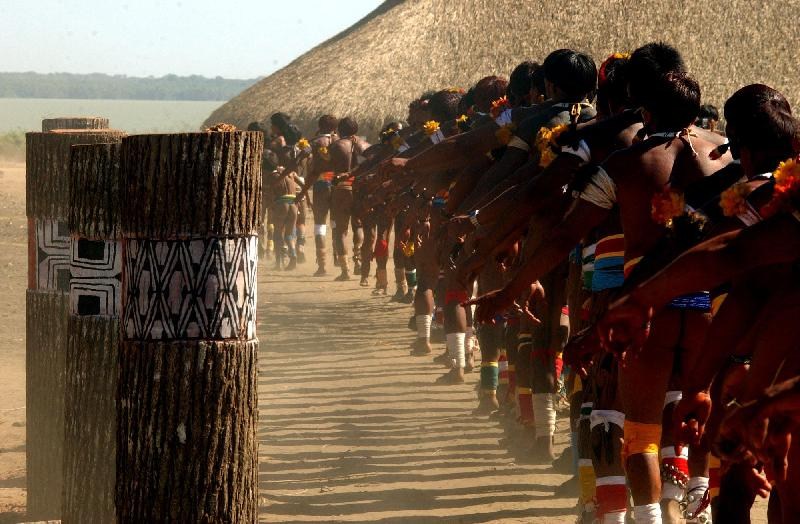
Колективний танець під час Кварупу навколо стовбурів, які символізують померлих

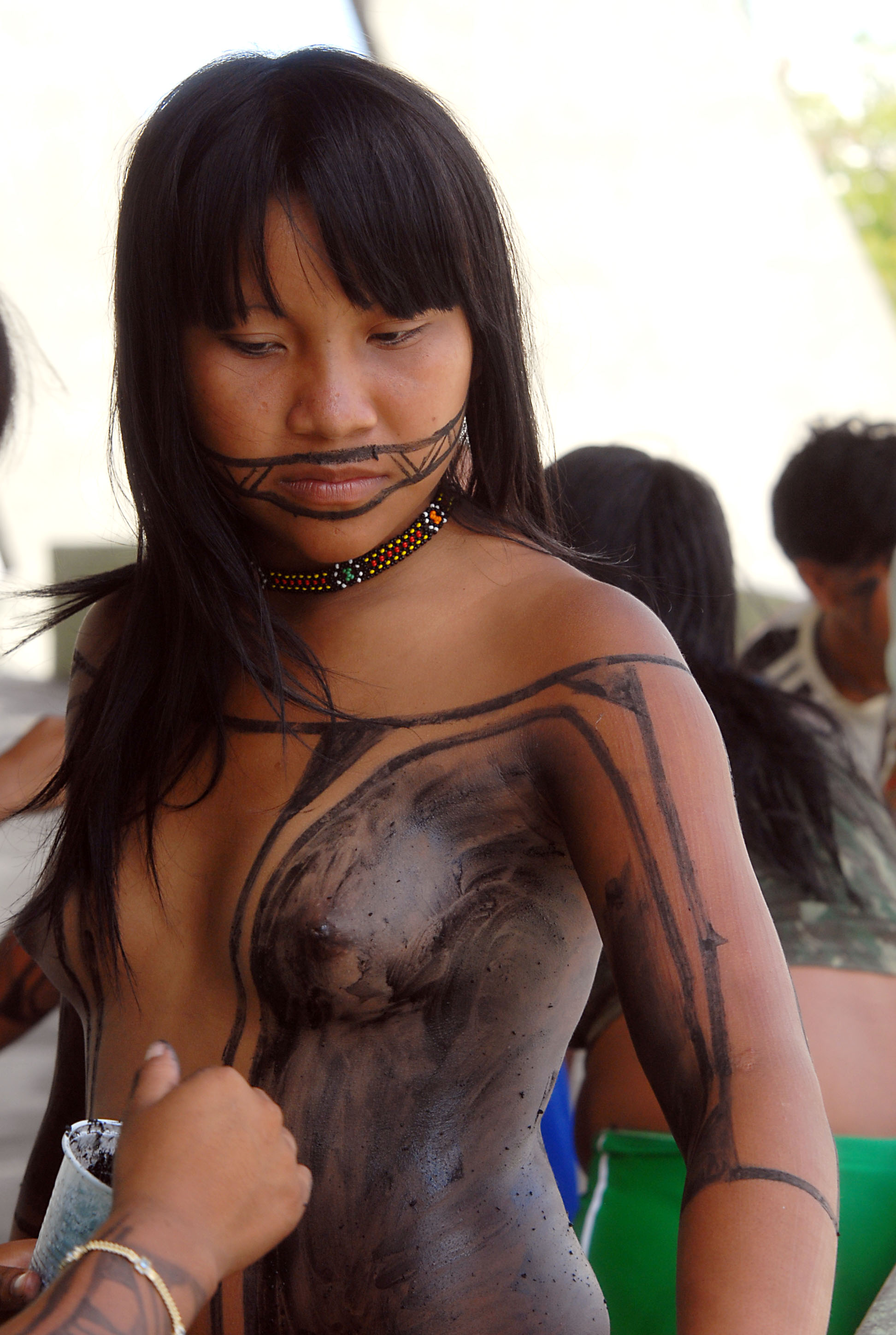
Жінка тапірапе

Життя кожного індивіда племені було запрограмоване, ще до народження, традиційною та фіксовано  структурою їхніх соціальних норм, які зберігалися без істотних змін з незапам’ятних часів. Багато народів були глибоко ритуалізовані, мали різноманітні міфи і вірування, які оточували певні дії непорушними табу та давали інструкції для багатьох повсякденних дій. Існували ситуації, коли у разі несподіваної чи невідомої ситуації,  скликали племінну раду. Якщо ситуацію можна було узгодити з традиціями, вона була включена до канону звичаїв і одразу ставала загальним правилом. А зміна канонів могла бути лише голосуванням на зборах.   Ця традиція прогресує сьогодні,  навіть якщо вони базуються на давніх традиціях. 
Про давні релігійні вірування корінних народів мало що відомо, окрім спотворених тлумачень, переданих колонізаторами, які стверджували, що в ранні часи народи взагалі не мали уявлення про Бога.   Однак, багато племен вірили у верховного бога, який  створив всесвіт, залишивши його під відповідальністю другорядних богів. У деяких міфах, однак, походження світу абсолютно невизначено. Висвітлюється  мудрий герой, який може бути якоюсь надлюдиною або якоюсь божественною сутністю. Також існували у легендах доброзичливі істоти які організовують і навчають людство і дарують йому цінні дари. У багатьох традиціях люди народжуються від могутньої міфологічної тварини. Також існували вірування створення Світу  космогонічною (іноді антагоністичною) парою або колективом первісних творців. 
Різноманітні тварини, рослини, міфологічні істоти, сама Земля та її елементи у всіх культурах народів по-різному обожнювалися (анімізм), а в багатьох спільнотах існувало пантеїстичне ототожнення незбагненної божественної сили з Природою та людьми. Для них видимий світ був лише одним із багатьох паралельних світів, які в певних аспектах або моментах могли стати взаємопов'язаними.  Існувала ідея загробного раю, «землі без зла», як її називають ґуарані, зарезервованої для добрих і хоробрих. Були розроблені ритуали для поховання померлих, а також для збереження пам'яті про предків і міфічних засновників родів. Але їхні релігії не були догматичними, не було літургії прозелітизму.  Вони вірили в кілька видів демонів і лісових духів. Посередниками  між божественним і людським світом були  шамани, які також були, разом зі старійшинами, головними охоронцями та передавачами традицій племені. Але були деякі племена, в яких боги, духи та предки могли спілкуватися зі звичайними людьми через тварин, сни, інтуїцію та пророчі видіння. Щоб подолати розрив у невидимому світі, згадати традиції та предків, укласти угоди між племенами або відновити внутрішню єдність спільноти, вживались галюциногенні речовини, тютюну та п’янкі напої, хоча це й підлягало точним правилам.
Також є докази про їхню схильність до мистецьких заходів і свят, які збирають разом великі групи, найвідомішим з яких є Кваруп, щорічний ритуал вшанування померлих. Кваруп проходить декілька днів. Під час проведення обмінюються подарунками, готують вишукані страви, а також відбуваються спортивні суперечки, пісні, голосіння та колективні танці. 
Вони часто покривали свої тіла різноманітними прикрасами з пір’я, волокон та інших природних матеріалів, особливо під час урочистостей чи церемоній. Тканинні ковдри для покривання тіла зустрічалися рідко, але нагота була звичним явищем і не викликала сорому. Але живучи в лісі, повному агресивних тварин і фізичних перешкод, багато племен використовували у своєму повсякденному житті набедреники, які мали функцію захисту статевих органів від нещасних випадків або нападів комах.  . Наприклад, чоловіки носили між ногами смужку тканини, підв'язану мотузкою або стрічкою як поясом. Тканина кріпилася до стрічок позаду, а передня частина висіла спереду як орнаментований фартух. гульки, протектори для статевого члена або тканинні ремінці. Вони дуже дбали про своє тіло та особисту гігієну. Від них походить сучасний звичай щоденного купання.
У корінних народів Бразлії були власні обмежувальні конвенції, які, якщо їх порушували, передбачали ганьбу, остракізм або інші суворі санкції, починаючи від фізичного покарання до вигнання чи смертної кари. Деякі приклади були показові: шамани, підозрювані в чаклунстві проти членів свого племені, могли бути страчені;  якщо чоловік виявляв себе боягузом у нього забтрали  дружину; розкриття таємниць ініціації могло означати смерть.  Злочини не були визначені часом, а виправдання, такі як пияцтво, емоційна неврівноваженість і примус, зазвичай не сприймалися як пом'якшувальні або виправдання відповідальності. 

### Наука
Корінні народи Бразилії  розвинули різноманітні астрономічні та наукові знання, пов’язуючи спостереження за зірками та навколишнім середовищем із життєвими циклами громади та їхніми релігійними віруваннями, але про це дуже мало відомо. Етноастроном Джермано  Бруно Афонсо стверджує, що «індіанці та стародавні народи не займалися астрономією тільки заради того, щоб займатися нею. На все була причина. Крім практичної частини, з метою орієнтування — сторони світу — існувала ціла релігійна частина, ритуал, культ мертвих, родючості тощо, яка також була пов'язана з астрономією. Наприклад, для тупі-гуарані кожна з кардинальних точок представляє сферу бога».  Південний Хрест був найвідомішим сузір'ям, яке використовували як орієнтир для географічної орієнтації.  Збереглися історичні звіти  французького місіонера Клод д'Аббевіль: «Тупінамба приписує Місяцю морські припливи та відпливи та дуже добре розрізняє два припливи, які відбуваються під час повного місяця та молодика або через кілька днів». Багато племен використовували форми сонячних годинників (гномони) і рахували час за видимим рухом Сонця.  Зірки та сузір’я малювались на наскельних піктограмах, їх персоніфікували  у своїх незапам’ятних традиціях, приписуючи їм дивовижні сили та навіть емоційну поведінку. Відомих воїнів або персонажів можна було перетворити на зірки та сузір’я або навіть у надприродних тварин чи рослин.   Для народу Тупі-Гуарані, якщо Джасі (Місяць) подобалася дівчина і він хотів скласти їй компанію, він перетворював її на зірку. З іншого боку, затемнення та комети, несподівані астрономічні явища  використовувалися для поширення жаху серед племені. Досягнення астрономії дозволяло  садити агрокультури відповідно до пір року та фаз місяця. Корінні народи  знали співвідношення між змінами клімату та біорізноманіттям у природі, а також використовували біологічний контроль сільськогосподарських шкідників. 

### Культура та мистецтво

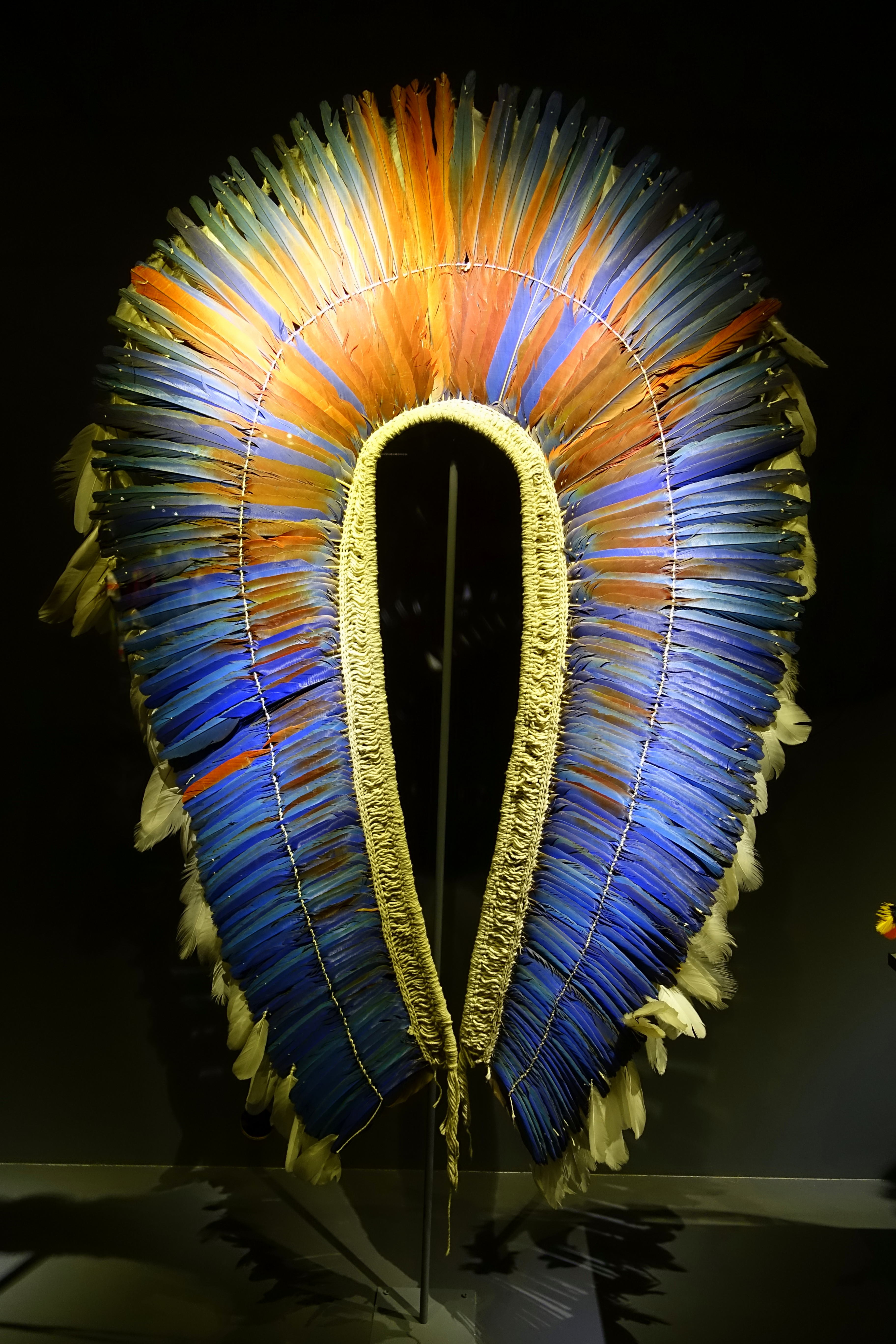
Головний убір, культура Каяпо, Пара або Мата-Гроссо, 20 століття, пір'я, рослинні волокна - Музей П'ятиріччя - Брюссель, Бельгія

Спочатку освіта в громадах надавалася в усній формі, оскільки жодне з корінних бразильських суспільств не знало писемності. Вважається, що  народи розмовляли приблизно 1300 рідними мовами. Сьогодні їх кількість значно менша, може бути близько 270 живих мов. Офіційна цифра Бразильського інститута географії і статистики   — 274.  Лише 9% із них мають повний опис із граматикою, збіркою текстів і словником. Вони поділяються на дві великі мовні групи: Тупі таі Макро-Же. Є також кілька груп, які розмовляють ізольованими мовами, не пов’язаними з будь-якими іншими мовами, такими як тикуна, трумай і джабуті. Крім того, існує безліч діалектів і варіацій основних мов. 
Попри відсутність систем письма, багато груп розробили різноманітність знаків та інших графічних форм різного ступеня складності, які  несли специфічні значення, форму спілкування, відмінну від західного формального письма. Піктограми та наскальні гравюриякі збереглися в археологічних пам’ятках по всій Бразилії.  За описом дослідниці Ірен Мачадо «написи на скелях... створюють системи письма за допомогою нотаційних знаків, це значно ближче до наукової та художньої творчості, ніж до простого інструментального спілкування». 
Попри те, що багато вже було втрачено, матеріальна та нематеріальна культура бразильських корінних народів, яка збереглася до наших днів, надзвичайно багата в цілому. Деякі культури характеризуються великою кількістю атрибутики та прикрас для організації пишних обрядів, деякі цінують розписи тіла; інші вправніші у музиці, усній творчості. Серед культурних напрямків: музика, танець, кераміка, ткацтво, кошикарство, розпис по тілу та вироби з пір'я.  
У племенах не було окремого "майстра", бо  усі володіли різними видами мистецтва, оскільки життєва діяльність повинна бути розподілена рівномірно, а виробництво символічних предметів, які становили значну частину їхньої матеріальної культури, перебувало під контролем духовних сил. Сама обробка сировини, використовуваної для виготовлення артефактів, була ритуальною та підпорядкована точній послідовності, яка відрізнялася між племенами. У племені палікур, наприклад, червоне пір'я є осередками духів-захисників, тому їх використовують у тілесних прикрасах, щоб запобігти злим впливам.  Великий головний убір Каяпо  символізує саме село: у центрі  блакитні пір'я символізують площу, навколо нього вишиковані пір'я папуги ара, що символізують жіночий і домашній світ. Оздоблювальний білий пух символізує ліс.   Багато народів і кланів розробили серію геометричних візерунків, традиційно передаваних у кошиках, кераміці, розписі та ткацтві, які стали ознакою кожної групи. 
Музика займала велике місце серед мистецтв, її походження вважалося божественним, оскільки воно сприймалося через сни. Для них звук мав магічну силу, будучи основою структурування космосу та будучи потужним інструментом навмисного втручання у фізичний світ, наприклад,лікування. Практично не було створено жодної музики, яка б не мала певної асоціації зі священними діями,  великими святами. Ритуальні пісні та декламації, які розповідали традиційні історії, описували віщі сни, викликали духів і створювали зцілення та бачення, «також відіграють фізіологічну роль у самому становленні психічних станів, оновлюючи досвід міфічних подій».  Музика також включала пісні кохання та туги, і могла бути пронизана інтенсивним поетичним ліризмом.   За словами псіхолога Адріан Салік, "Саме музика встановлює зв’язок між міфом і космологією з мистецтвом тіла: танцем, оперення та орнамент, будучи носієм значення, встановлюючи, таким чином, міст між міфом і обрядом... "

## Війни

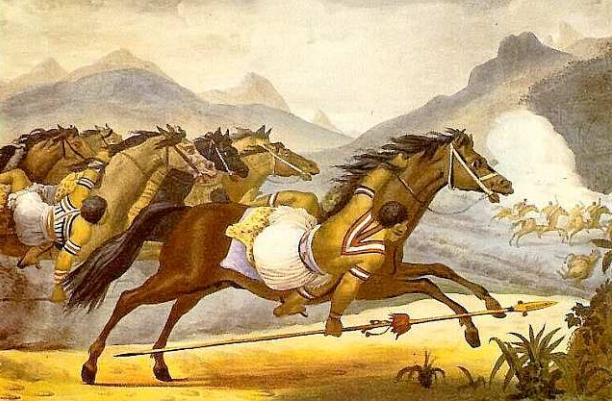
Кавалерійська атака Гуайкуру. Жан-Батист Дебре, 1822 рік

Війна була частою і часто ритуальною. Вона могла задовольнити потребу врегулювання суперництва та розмежування влада між племенами, але головними мотивами були помста за образи та захоплення полонених, призначених для жертвоприношень під час одруження воїнів. До приходу колонізаторів загарбницькі війни, здається, були дуже рідкісними, вони не знали ні коней, ні вогнепальної зброї, ні складного військового спорядження, і їх основною зброєю були палиця, лук і стріли, метання каміння, спис і щит, типові знаряддя рукопашного бою. Воїни не гребували ударами голими руками, дряпанням нігтями та гризанням, також були вправними у партизанській війні  та засідці. Вбивство багатьох ворогів і взяття в полон додавали великого престижу і були частиною їхньої системи утвердження мужності. Військовополонених не потрібно було утримувати, бо втеча була б великою ганьбою. До них ставилися фамільярно, як до жителів села, їх добре годували та доглядали до самої смерті.  Хосе де Анчієта свідчив: «Природно, вони схильні вбивати, але вони не жорстокі; тому що зазвичай вони не мучать своїх ворогів, тому що, якщо вони не вбивають їх під час війни, потім вони дуже погано з ними поводяться. Ну, і вони задовольняються тим, що розбивають їм голови палицею, що є дуже легкою смертю [...] Якщо вони застосовують певну жорстокість, навіть якщо рідко, це на прикладі португальців і французька». Попри часті конфлікти, повідомлення про широку міжплемінну різанину з’являються лише після того, як португальське завоювання просунулося. Саме тоді, коли всі відносини влади змінилися, війни за завоювання та поневолення стали звичними, а могутні вождівства утворювалися та падали одна за одною.

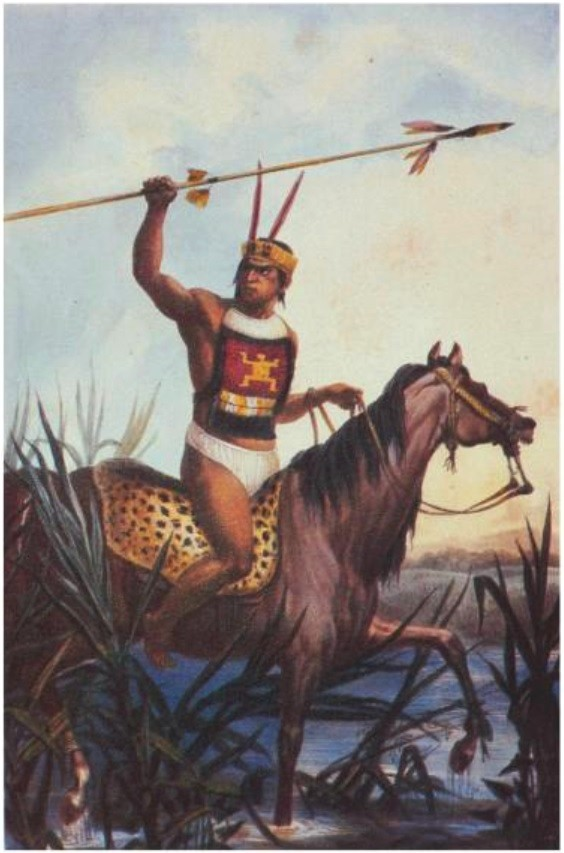
Воїн Тамойо, художник Жан-Батист Дебре

У XVI столітті почалася низка війн між декількома племенами, такими як конфедерація Тамойо, та португальцями. Інколи індіанці виступали на боці ворогів Португалії, таких як французи, у відомих подіях Антарктичної Франції у Ріо-де-Жанейро, іноді об'єднуючись із Португалія в боротьбі з іншими племенами.
Індійські війни почалися в 1530-х роках разом із спробами колонізувати землі, відкриті європейцями. З моменту відкриття Європи в 1500 році існували лише періодичні контакти між тубільцями та європейцями (серед них португальцями та французами). Відбувався також обмін товарами, і перші вигнанці залишалися на рідних землях і в селах, започатковуючи змішання. Після 1530 року були засновані перші португальські міста на узбережжі, територія була поділена на спадкові капітанії, а також побудовано кілька цукрових заводів . Почалася фактична колонізація, а також війни, що її супроводжували.
Деякі племена легко прийняли португальське панування, але багато інших чинили опір, зазнаючи переслідувань і масового винищення або в кінцевому підсумку стаючи рабами. Найінтенсивніший період завойовницьких воєн був після встановлення посади генерал-губернатора в 1548 році. Деякі з воєн цього періоду були свідком і записані німецьким мандрівником Гансом Штаденом, автором книги про його дві подорожі до Бразилії.
Деякі племена легко прийняли португальське панування, але багато інших чинили опір, зазнаючи переслідувань і масового винищення або в кінцевому підсумку стаючи рабами.
Існують різні задокументовані повідомлення про свідоме використання віспи як біологічної зброї новобразильськими селянами, які хотіли позбутися сусідніх індіанських племен (не завжди агресивних). Найбільш «класичний», за словами антрополога Мерсіо Перейри Гомеса, стався в Кашіасі, на півдні Мараньяо, де місцеві фермери, бажаючи отримати більше землі для розширення своїх ферм великої рогатої худоби, віддали одяг хворих селян (який зазвичай спалювали, щоб запобігти подальшої інфекції). Одяг заразив усе плем'я, і вони не мали ні імунітету, ні ліків. Подібні речі відбувалися в інших селах по всій Південній Америці.
Корінне населення Бразилії чинили опір європейській колонізації з XVI по XVIІІ століття проти свого рабства та за свій спосіб життя, і їхня боротьба за захист своїх прав триває досі.

#### Спадщина Кандідо Рондона

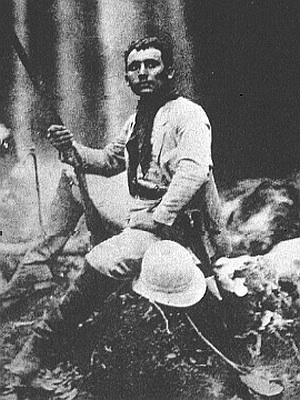
Маршал Кандідо Рондон

У 20-му столітті бразильський уряд зайняв гуманнішу позицію та запропонував офіційний захист корінних народів, включаючи створення перших заповідників для корінних народів. В цей час Кандідо Рондон, метис (мати з народу Бороро), дослідник і прогресивний офіцер бразильської армії, почав завоювати довіру індіанців для формування мирних відносин. Рондон займався впровадженням телеграфного зв'язку в Амазонію, через постійну присутність в районах мешкання корінного населення був вимушено досліджувати ії життя. 1910 року він допоміг заснувати SPI (Служба захисту індіанців), яка сьогодні є Національний фонд індіанців (скорочено FUNAI)). SPI було першим федеральним агентством, яке займалося захистом індіанців і збереженням їхньої культури. 1914 року Рондон супроводжував Теодора Рузвельта у знаменитій експедиції, метою якої було складання карти Амазонки та відкриття нових видів флори та фауни. Під час цих подорожей Рондон був вражений тим, як переселенці ставилися до корінних жителів, і він став їхнім другом і захисником на все життя.
Рондон, який помер у 1958 році, є національним героєм Бразилії. На його честь названо бразильський штат Рондонія .
Після 1957 року робота SPI занепала. Після смерті Рондона, нові чиновники не виявляли глибокої прихильності до індіанців. SPI прагнув вирішити племінні проблеми, перетворивши племена на основне бразильське суспільство.
Попри це федеральний уряд у 1961 році заснував перший у Бразилії індіанський заповідник: національний парк Сінгу. Спокуса багатства резервації спонукала фермерів та поселенців продовжувати захоплювати землі індіанців. А SPI не заваджала їм. 
У 1960-х роках повідомлення про погане поводження з індіанцями все частіше потрапляли до публічних повідомлень у пресі Бразилії та почали впливати на мислення бразильців. 1967 року, після публікації звіту Міністерства внутрішніх справ про злочини, вчинені Службою захисту корінного населення проти корінних народів Бразилії, військовий уряд розпочав розслідування діяльності SPI. У 5000-сторінковому звіті перераховано звірства, включаючи рабство, сексуальне насильство, тортури та масові вбивства. Невдовзі з'ясувалося, що SPI корумпований і неспроможний захистити корінних жителів, їхні землі та культуру. Було з'ясовано, що між 1900 і 1967 роками було знищено приблизно 98 корінних племен.
Національний індіанський фонд був заснований у 1967 року, й почав дійсно займається справами корінного індіанського населення Бразилії. 1988 року бразильська влада гарантувала «повне здійснення культурних прав» індіанців у Конституції Бразилії. До 1987 року було визнано, що необов'язковий контакт із племенами спричиняє хвороби та соціальну дезінтеграцію. Племена, які не контактували з селянами та містянами (нащадками переселенців), були захищені від вторгнення та втручання в їхній спосіб життя та територію.
Однак поширення попиту на каучук та інших природні ресурси Амазонії призводить до спроб захоплення територій досі. 
Починаючи з 1964 році, після зміни політичної влади Бразилії, було розпочато будівництво трансконтинентальної автомагістралі через басейн Амазонки з метою відкриття цього регіону для більшої торгівлі. Завдяки фінансуванню Світового банку було вирубано тисячі квадратних миль сельви без урахування статусу резервацій корінних народів. Після будівництва автомагістралей у 70-ті роки ХХ сторіччя з'явилися гігантські гідроелектростанції, а потім ліси були розчищені під ферми для худоби. В результаті землі заповідників зазнали масової вирубки лісів і затоплення.
Такі народи, як акунцу та каное, опинилися на межі вимирання протягом останніх трьох десятиліть. А індіанці племені Мундуруку мають вищий рівень отруєння ртуттю через видобуток золота в цьому районі. Проєкти громадських робіт залучили дуже мало мігрантів, але й цього вистачило для того, щоб принести нові хвороби, які ще більше спустошили індіанське населення.

## Сучасна ситуація

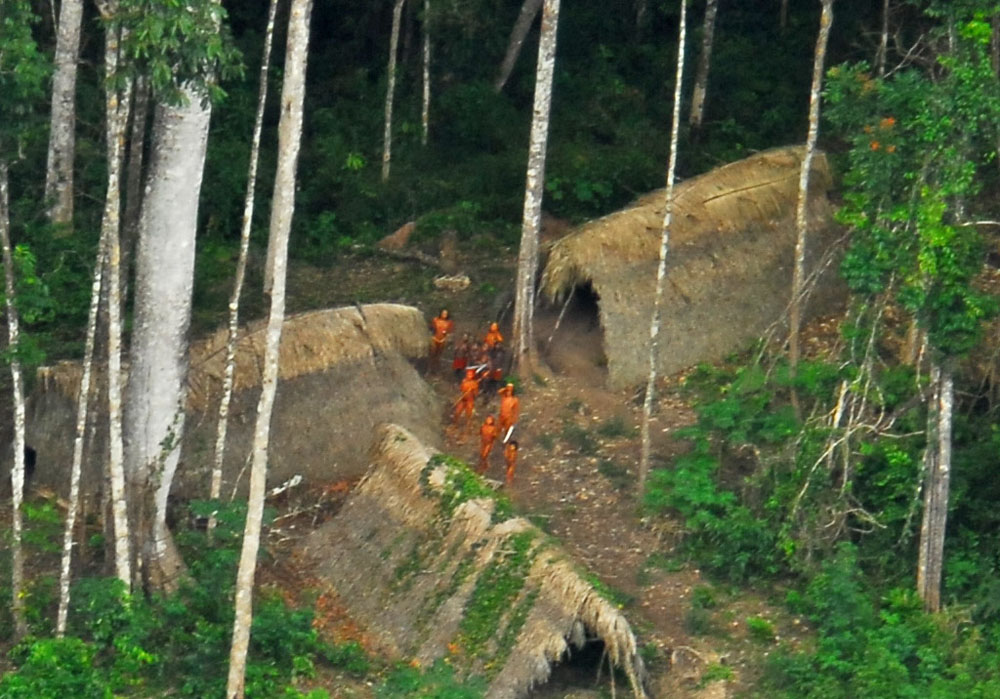
Члени неконтактного племені, зустрінуті в бразильському штаті Акко в 2009 році

Конституція Бразилії 1988 року визнає право корінних народів вести свій традиційний спосіб життя та на постійне та виключне володіння своїми «традиційними землями», які визначені як території корінного населення . Однак на практиці корінне населення Бразилії все ще стикається з низкою зовнішніх загроз і викликів для свого подальшого існування та культурної спадщини. Процес демаркації відбувається повільно — часто пов'язаний із затяжними судовими справами — і FUNAI не має достатніх ресурсів для забезпечення правового захисту земель корінного населення.
13 листопада 2012 року національна асоціація корінних народів Бразилії APIB подала до Організації Об'єднаних Націй документ про права людини, у якому висуваються скарги на нові запропоновані закони в Бразилії, які ще більше руйнують їхні права, якщо їх ухвалять.
Угода 2019 року про вільну торгівлю між Європейським Союзом і МЕРКОСУР, була засуджена екологічними активістами та борцями за права корінного населення. Ця угода через збільшення продажу товарів сільського господарства може призвести до ще більшої вирубки амазонських дощових лісів.

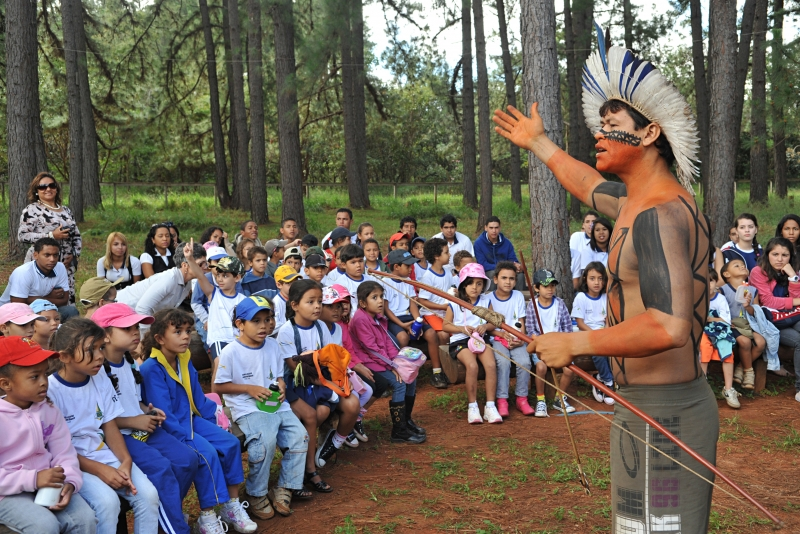
Представник Fulni-ô розповідає про культуру свого народу школярам у ботанічному саду Бразиліа, на святкуванні Дня індіанців, 2011 рік

Після вступу на посаду в січні 2019 року Болсонаро вніс дві серйозні зміни в FUNAI,. Це вплинуло на ідентифікацію та демаркацію земель корінного населення. Було переведено FUNAI з підпорядкування Міністерства юстиції до новоствореного Міністерства з прав людини, сім'ї та жінок. А також Болсонаро наказав Міністерству сільського господарства визначити території традиційних місць проживання корінних народів та визначення їх недоторканними охоронюваними територіями. Він також стверджував, що корінне населення треба інтегрувати у бразильське суспільство. Критики побоювалися, що така інтеграція призведе до культурної асиміляції корінних народів Бразилії.

## Рухи за права корінного населення

### Рух за міські права
Рух за права міст — це нещодавня подія в галузі прав корінних народів. Бразилія має одну з найвищих нерівностей у доходах у світі, і велика частина цього населення включає корінні племена, які мігрують до міст як за бажанням, так і через переміщення. Окрім руху за права міст, дослідження показали, що ризик самогубства серед корінного населення у 8,1 разів вищий, ніж серед некорінного населення.
Багато рухів за права корінних народів були створені завдяки зборам багатьох корінних племен у міських районах. Наприклад, у Барселусі рух за права корінного населення виник через «місцеву міграцію». Так формується багато альянсів для створення міцнішої мережі для мобілізації. Корінне населення, яке також проживає в міських районах, має проблеми з роботою. Їх змушують використовувати дешеву робочу силу. Програми, такі як Oxfam, використовувалися, щоб допомогти корінним жителям отримати партнерські стосунки, щоб почати масові рухи. Деякі їхні проєкти також перетинаються з екологічним активізмом.
Багато бразильської молоді мобілізуються завдяки посиленню соціальних контактів, оскільки деякі корінні племена залишаються ізольованими, а інші адаптуються до змін. Доступ до освіти також впливає на цю молодь, і тому дедалі більше груп мобілізуються для боротьби за права корінного населення.

### Рух за екологічні та територіальні права

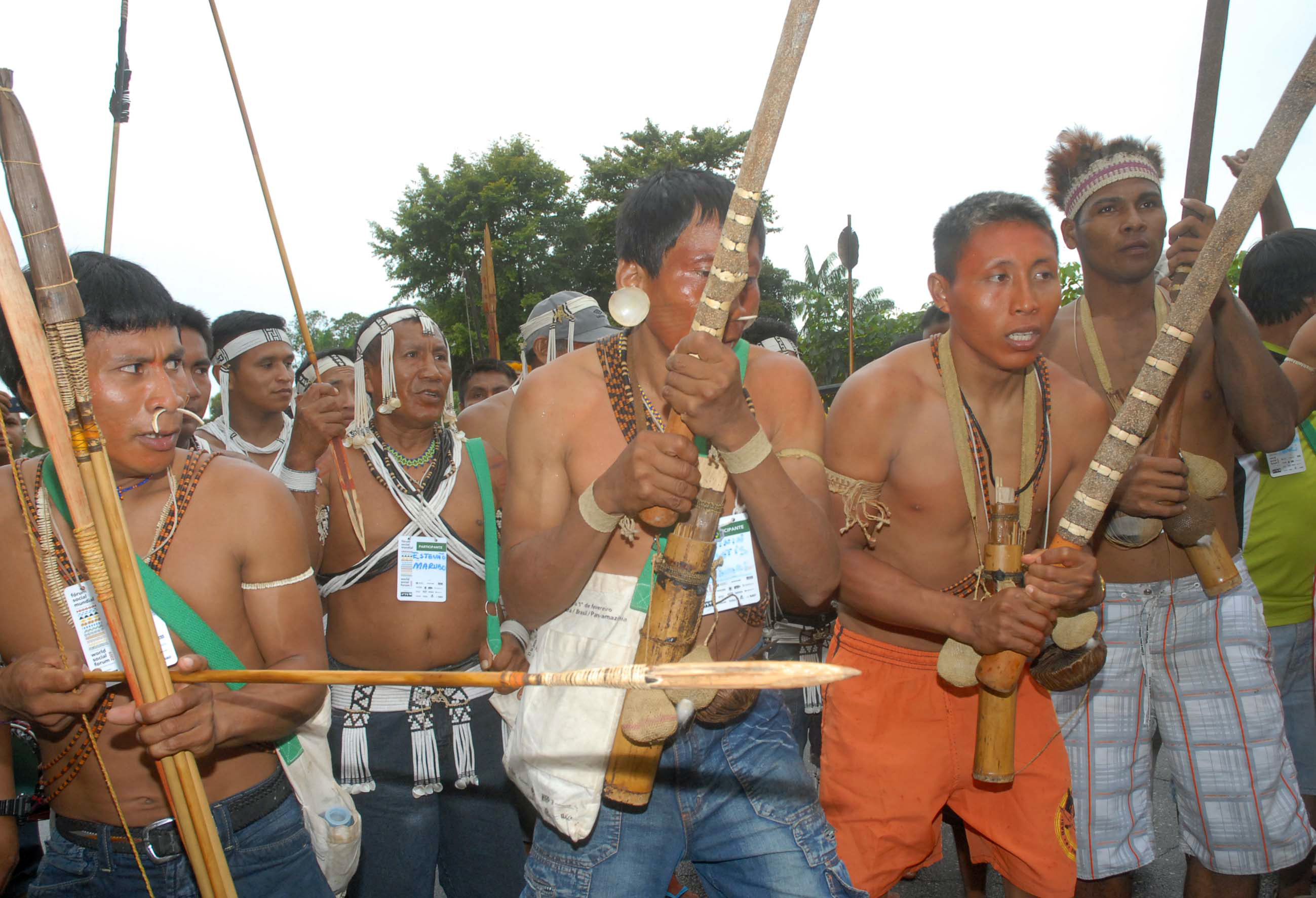
Корінні протестувальники з Вале-ду-Жаварі

Багато прав корінних племен і вимог прав паралельні з рухом за екологічні та територіальні права. Хоча корінні жителі отримали 21 % бразильської Амазонки як частину корінних земель, багато проблем все ще впливають на сталість територій корінних народів сьогодні. Зміна клімату є однією з проблем, яку корінні племена пояснюють причиною збереження своєї території.
Деякі корінні народи та природоохоронні організації в бразильській Амазонії створили альянси, такі як альянс села А'укре Каяпо та екологічна організація Instituto SocioAmbiental (ISA). Вони зосереджені на правах на навколишнє середовище, освіту та розвиток. Наприклад, Amazon Watch співпрацює з різними організаціями корінного населення Бразилії, щоб боротися за територіальні та екологічні права. «Доступ до природних ресурсів для корінних і селянських громад у Бразилії був значно меншим і набагато небезпечнішим», тому активісти зосереджуються на традиційніших зусиллях щодо збереження та розширення територіальних прав для корінного населення.
Територіальні права корінного населення Бразилії значною мірою підпадають під соціально-економічні питання. Між урядом і корінним населенням виникали насильницькі конфлікти щодо прав на землю, і політичні права мало чим їх зупинили. Існують рухи безземельних (MST), які допомагають утримувати землю від еліти, що живе в Бразилії.

#### Динаміка проти впізнання
Екологи та корінні народи розглядалися як супротивники економічного зростання та бар'єри для розвитку через те, що велика частина землі, на якій живуть корінні племена, може бути використана для проєктів розвитку, включаючи греблі та індустріалізацію.
Групи, які самоідентифікують себе як корінне населення, можуть не мати міжсуб'єктивного визнання, тому претензії на TI, які можуть включати демаркацію великих ділянок території та загрожувати позбавленням власності встановлених місцевих громад, можуть бути оскаржені іншими, навіть сусідніми родинними групами, на тій підставі, що ці заявники не є «справжніми індіанцями» через такі фактори, як історичні змішані шлюби (змішання), культурна асиміляція та стигматизація проти самоідентифікації як корінного населення. Претензії на ТІ також можуть заперечувати великі землевласницькі родини з епохи каучуку або селяни, які обробляють землю, які натомість віддають перевагу підтримці концепції видобувних запасів .

## Освіта
Закон про історію та культуру афро-бразильського та корінного населення (Закон № 11.645/2008) — це бразильський закон, що передбачає обов'язкове викладання історії та культури афро-бразильського та корінного населення, який був ухвалений та набув чинності 10 березня 2008 року. Він робить поправки до Закону № 9.394 від 20 грудня 1996 року, зміненого Законом № 10.639 від 9 січня 2003 року, який встановив керівні принципи та основи бразильської національної освіти, щоб включити в офіційну навчальну програму системи освіти обов'язкову тему афро — Історія та культура Бразилії та корінних народів.

## Основні етнічні групи

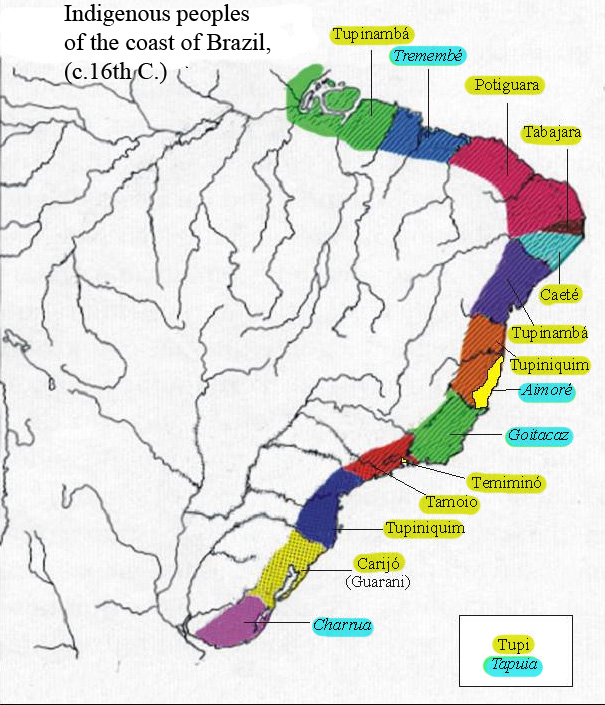
Розповсюдження людей тупі та тапуїа на узбережжі Бразилії напередодні колоніалізму в 16 столітті

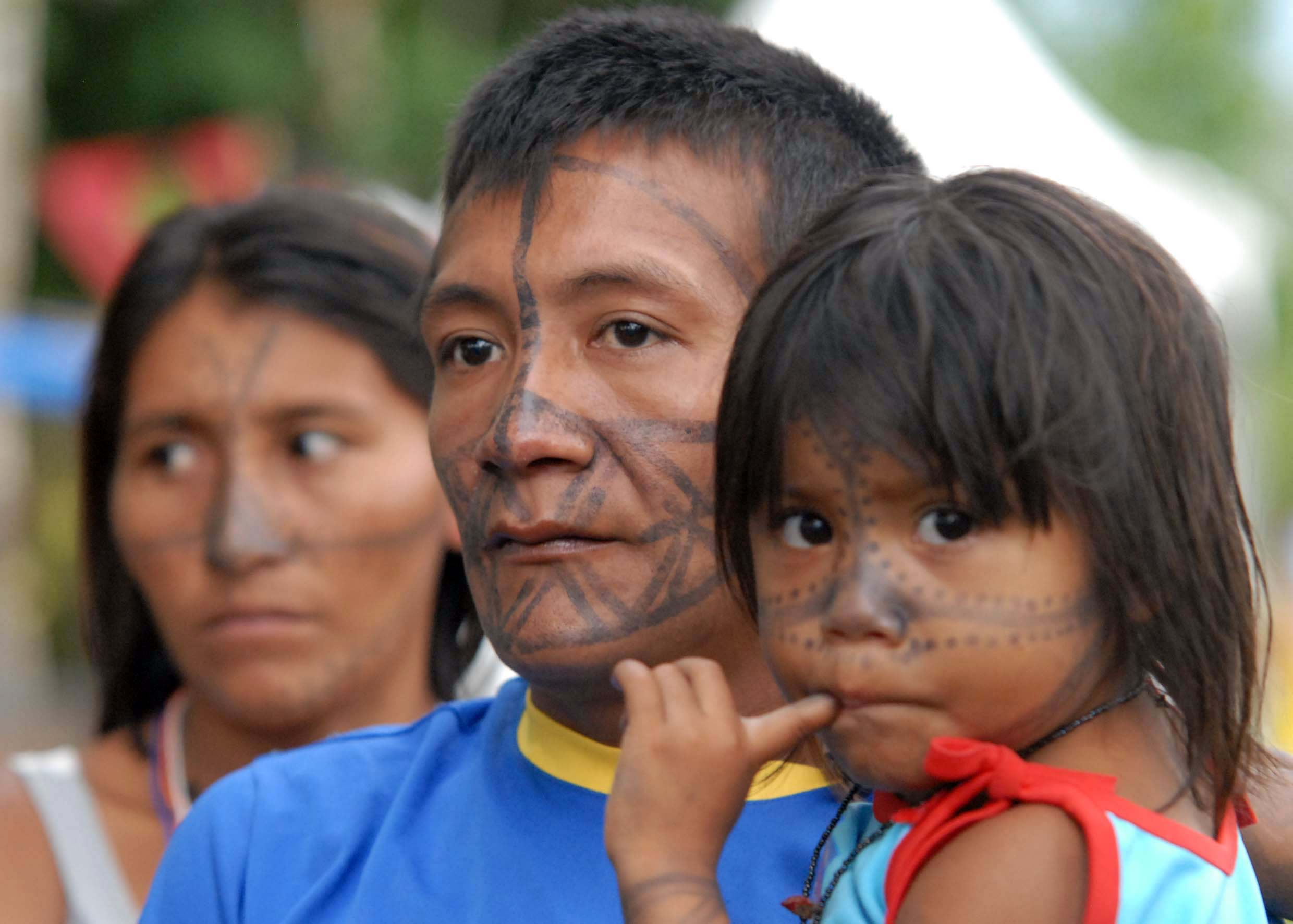
Бразильська корінна родина

### Східна Бразилія
- Апінаже (народ північно-західного Дже, живе в штаті Токантінс)
- Арара (мовна сім'я кариби, Пара)
- Атікум (Баїя та Пернамбуку)
- Айморе (група тапуя; було зосереджено на узбережжі сучасного штату Еспіріту-Санту, між річками Ріо-Досі та Сан-Матеус. Зі всіх сторін територію оточувало плем'я Тупінікум)
- Бороро (народ південної мови дже, Мату-Гросу)
- Ботокудо (жили у Мінас-Жерайс)
- Гойтака (група тапуя; колись проживали на узбережжі від річки Сан-Матеус (штат Еспіріту-Санту) до річки Параїба-ду-Сул (штат Ріо-де-Жанейро); мисливці-збирачі та рибалки, вони уникали будь-яких контактів з іноземці; численність доходила до 12 000; вони були знищені європейськими колоністами)
- Гуато (плем'я північно-західного Дже, Мату-Гросу)
- Кадівеу (мовна сім'я Гуайкуру, Мату-Гросу-ду-Сул
- Каете (група тупі в Пернамбуку та Алагоасі, поширювалася від річки Параїба до річки Сан-Франсіску; після вбивства та з'їдання португальського єпископа, португальці зазнали винищувальних набігів на плем'я, а рештки були витіснені у внутрішні райони Пара)
- Караджа (у долині річки Арагуая)
- Каріхо (плем'я тупі, що поширювалося від Кананеї аж до Лагоа-дус-Патос (у штаті Ріо-Гранді-ду-Сул; мали у прикордонній зоні Аргентини, Бразилії та Парагваю — індіанську республіку з 1609 року і аж до кінця 18 ст., жертви тупінікумів і ранніх європейських работорговців; на яких використовувалий дегредадо, щоб інтегрувати вигнанців в місцеве суспільство та вивчити їхні звичаї та мову. Тупінамба завдяки союзу з Каріхо зайняли територію на узбережжі Сан-Паулу від Сантоса/Бертіога та плато Піратінга; приймали португальців, потерпілих від корабельної катастрофи, Жоао Рамалью («Тамарутака») та Антоніу Родрігеса на початку 1500-х років;)
- Kaxixó (живуть у Мінас-Жерайс, не визнається урядом Бразилії)
- Каяпо (плем'я північно-західного Дже, Мату-Гросу і Пара)
- Крахо (штат Токантінс)
- Ксакріаба (мова аква, проживали у районі річки Токантінс, Мінас-Жерайс)
- Ксеренте (народ центральної мови дже, проживає в Токантінсі та Гояс)
- Ксукуру (штат Пернамбуку)
- Патаксо (штат Баїя)
- Потігуара (група тупі, буквально «їдці креветок»; вони мали репутацію чудових байдарочників і агресивних експансіоністів, населяли велику прибережну ділянку від річки Акарау до острова Ітамарака, що північніше міста Олінда, охоплюючи сучасні штати південної Сеари, Ріу-Гранді-ду-Норті та Параїби.)
- Табахара (не велике плем'я тупі, означає «володар села», мешкало на південь від території Потігуара на частині сучасних штатів Параїба та Пернамбуку)
- Тамойо (група Тупі, стара гілка Тупінамба, простягалися від західного краю затоки Гуанабара до острова Ілья-Гранде) Теміміно (невелике плем'я тупі, зосереджене на острові Говернадор у затоці Гуанабара ; часто воювали з сусідними племенами тамойо)
- Терена (живуть у штатах Мату-Гросу-ду-Сул і Сан-Паулу).
- Тупінамба (група тупі, мешкали від дельти Амазонки до Мараньяо, а також від річки Сан-Франциско до затоки Усіх Святих)(мешкали від варіюється від річки Сан-Франциско до міста Салвадор, населення на цієї території налічувало 100 000 осіб; це плем'я приймало португальця Карамуру)
- Тупінікум (група Тупі, проживала на узбережжі сучасного Баїя; північніше міста Салвадор до річки Ріо-Досі, це були перші корінні жителі, з якими в квітні 1500 року зіткнулися португальці з човна капітана Педро Алвареса Кабрала). Тупінікум, . були першими формальними союзниками португальських колоністів, допомогли заснувати португальське земельне володіння та колоніальну адміністрацію Сан-Вісенті в 1530-х роках
- Тремембе (група тапуя, прибережне плем'я, що мешкало від острова Сан-Луїс (південний Мараньян) до гирла річки Акарау на півночі Сеара ; французькі торговці культивували з ними союз)
- Чарруа (кочове плем'я тапуя на сучасному узбережжі Уругваю, з агресивною репутацією проти зловмисників; убило Хуана Діаса де Соліса в 1516 році
- Хаванте (сім'я мов центрального Дже, Мату-Гросу)

### Південна Амазонія
- Апіка (група тупі, до 1848 року мешкали між лівим берегом річки Арінос і правим берегом річки Джуруена, налічувало майже 16 000 чоловік).
- Аветі (мова камаюра, живуть в районі між річками Курісево та Туатуар, Мату-Гросу)
- Бакаїрі (карибських мовна сім'я, живуть на півночі Мато-Гросу, в муніципалітеті Паранатінга)
- Варі' (Pacanawa, Waricaca'), Рондонія
- Вауджа (Waurá , Waura), Мату-Гросу
- Каябі (група тупі, Мату-Гросу)
- Калапало (карибська мовна сім'я, Мату-Гросу)
- Камаюра (мова сім'ї тупі-гуарані, Мату-Гросу)
- Каное (мешкають у південної Рондонії, поблизу кордону з Болівією, дуже мало залишилось)
- Карітіана (мешкають в західній Амазонії, вони мають тісніші стосунки з вихідцями з Південно-Східної Азії та Полінезії порівняно з іншими корінними американцями, які найближче до жителів Сибіру та Північно-Східної Азії.)
- Куікуро, Мату-Гросу
- Каїнганг (сім'я мов Дже, Парана , Санта-Катаріна та Ріу-Гранді-ду-Сул)
- Люди Ріо-Пардо, Мату-Гросу,
- Мундуруку (живуть між річками Тапажос та Мадейра, штати Пара та Мату-Гросу, вели винищувальну війну проти сусідніх кауахіб та муру, згодом стали основними союзниками європейців у Центральній Бразилії)
- Матіпу, Мату-Гросу
- Мехінаку, Мату-Гросу
- Наукуа, Мату-Гросу
- Намбікуара, Мату-Гросу,
- Панара, Мату-Гросу і Пара,
- Рікбактса (Erikbaksa), Мату-Гросу
- Сатере-Маве (Мауе)
- Сінта-ларга (група тупі, мешкають в долині річки Амазонка на території штату Рондонія)
- Суя (плем'я північно-західного Дже), Мату-Гросу
- Тапахо (Tapajo)
- Тенхарім
- Трумай, Мату-Гросу
- Уру-Еу-Вау-Вау, Рондонія
- Явалапіті (Iaualapiti), Мату-Гросу

### Південно-західна Амазонія
- Aпуріна (група аравакських мов, переважно живуть в долині річки Пурус, Амазонас.)
- Айкана (група тупі, проживає в штаті Рондонія, в районі річки Гуапоре).
- Ашанінка (група аравакських мов, живуть у штаті Акрі)
- Гімаріма або гі-меріма (живуть уздовж річки Піранья, між річками Журуа та Пурус, у штаті Амазонас. Вони переважно не контактують із зовнішнім суспільством)
- Жамамадí (група аравакських мов, проживають в районі річки Банава, штат Амазонас)
- Куліни (група аравакських мов, проживають в Амазонас і Акрі)
- Кваза (коайа) (живуть в провінції Рондонія. Більшість кваза живуть разом з племенами айкана та латунде в корінному заповіднику Тубарао-Латунде.)
- Латунди (мова Намбіквара, живуть в південній частині Рондонії)
- Матіс (паноанська мовна сім'я, живуть на крайньому заході Бразилії разом з народами матсе та куліна)
- Мацес (живуть в басейні річки Жавар)
- Парінтінтін (група тупі, що проживає в басейні річки Мадейра)
- Піраха (штат Амазонас)
- Тікуна (історичні землі племені — навколо річки Солімойнс. Зараз вони є найчисельнішим племенем у бразильській Амазонії, може через те, що вони жили всередині країни, тому менше страждали від хвороб і насильства)
- Ямінава (паноанська мовна сім'я, проживають в Акрі)
- Юма (проживає в штатах Рондонія та Амазонас, вздовж річок Мукуім та Асуа, зараз плем'я перебуває на межі вимирання[100])

### Східна Амазонка
- Аманає (Арарандеура)
- Аравете (Пара)
- Ава (Гуаха)
- Ваямпі (група тупі, мешкають в штаті Амапа)

- Гуахаяра (Мараньян)
- Ка'апор (Мараньян)
- Кариби (карибська мова, розселені дрібними групами в штаті Пара на південь від Амазонки)
- Куруая (Пара)
- Марахора (доколумбова культура, Пара)
- Паракана
- Палікур (група аравакських мов, проживають в прибережних районах бразильського штату Амапа)
- Тембе

### Північно-західна Амазонка
- Арапасо (Амазонас)
- Баніва
- Вайкіно (Амазонас)
- Ваймірі-Атроарі (Амазонас і Рорайма)
- Ванано (Амазонас)
- Зуруаха (Амазонас)
- Карутана (Амазонас)
- Кубео (Амазонас)
- Dâw, Ріо-Негро
- Канамарі (Амазонас)
- Кічуа (Кічуа)
- Корубу (Амазонас)
- Кугапакорі-Науа (Амазонас)
- Марубо
- Мацес
- Майоруна (Максуруна)
- Мура (Амазонас)
- Омагуа (Амазонас)
- Сіусі (Амазонас)
- Таріано (Амазонас)
- Тукано (Амазонас)
- Шарпас
- Цогом Джапа
- Флешейро
- Яномама (мешкають в області, обмеженій на заході та південному заході річкою Ріу-Негру, на сході — гірським хребтом Серра-Паріма)